# Liste de villes du Pakistan

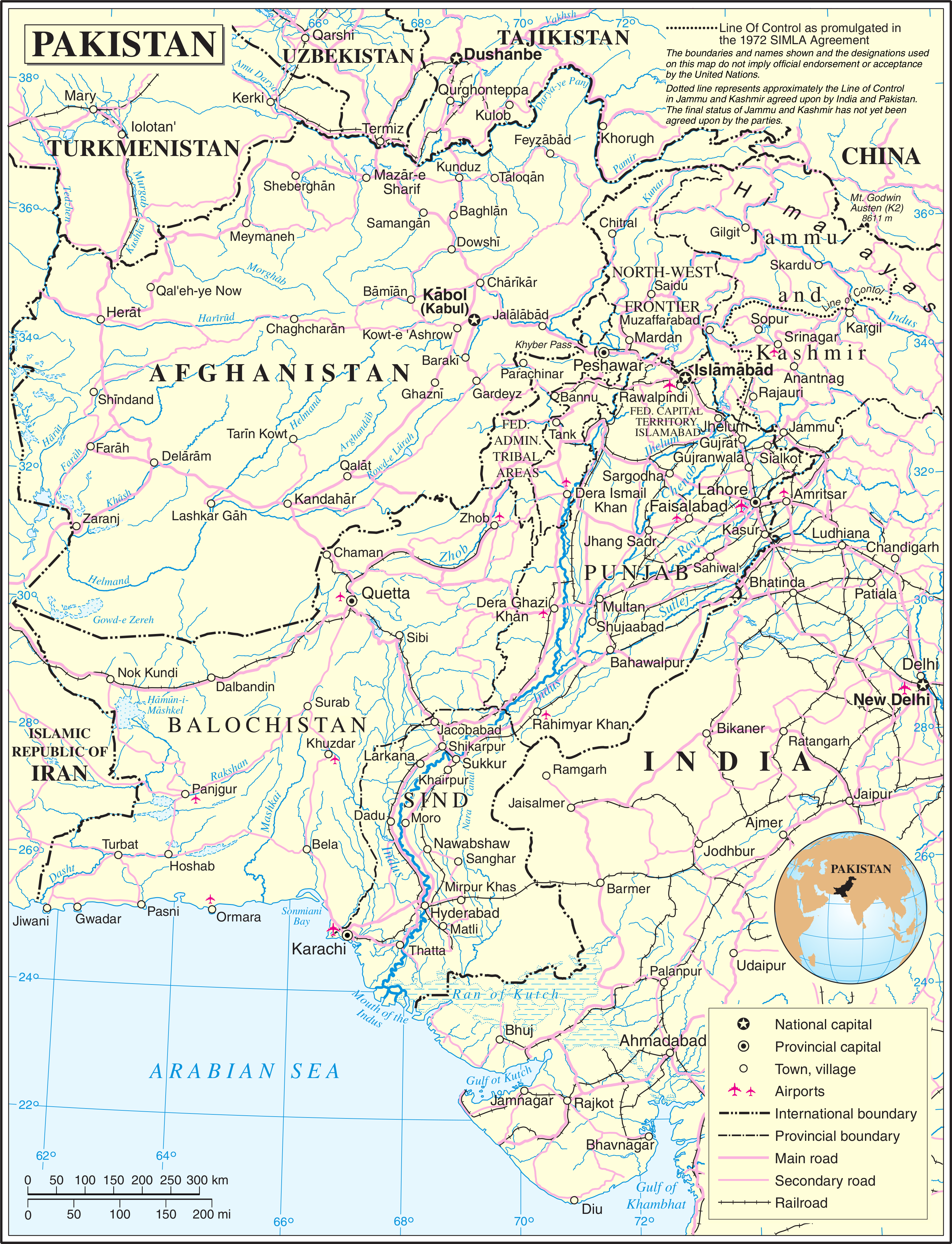
Carte du Pakistan

Les villes du Pakistan regroupent au total environ 94 millions d'habitants en 2023, soit 39 % de la population de ce pays d'Asie du Sud selon le Bureau pakistanais des statistiques. Dix d'entre elles dépassent le million d'habitants, et la plus grande, Karachi, est l'une des plus grandes mégapoles du monde, avec près de 19 millions d'habitants. En dehors de celle-ci, la majorité des grandes villes se situent dans le nord de la province du Pendjab, partie la plus urbanisée du pays. 
Le pays est confronté dans sa globalité à une urbanisation rapide, la population habitant en ville augmentant de 3,7 % par an contre seulement 1,9 % pour la population rurale, malgré un taux de fécondité plus important pour cette dernière,. De nombreuses villes font face à une croissance intense, et une urbanisation désordonnée, peu d'entre elles étant dotées d'un plan d'urbanisme. 
Cette liste présente les villes les plus importantes du pays, selon deux des trois derniers recensements menés en 1998 et 2023 par les autorités fédérales. Ces dernières ne prennent toutefois pas en compte les villes des territoires contestés de l'Azad Cachemire et du Gilgit-Baltistan.

## Liste des villes

### Plus d'un million d'habitants
| Karachi (SD) Multan (PB) Quetta (BA) |      |            |                        |            |                        |                        |       |                                           |
| Karachi (SD) Multan (PB) Quetta (BA) | Rang | Ville      | Province ou territoire | District   | Population (rec. 1998) | Population (rec. 2023) | TCAM  | Lahore (PB) Peshawar (KP) Islamabad (TFI) |
| ------------------------------------ | ---- | ---------- | ---------------------- | ---------- | ---------------------- | ---------------------- | ----- | ----------------------------------------- |
| Karachi (SD) Multan (PB) Quetta (BA) | 1    | Karachi    | Sind                   | Karachi    | 9 269 265              | 18 868 021             | 4,1 % | Lahore (PB) Peshawar (KP) Islamabad (TFI) |
| Karachi (SD) Multan (PB) Quetta (BA) | 2    | Lahore     | Pendjab                | Lahore     | 5 063 499              | 13 004 135             | 6,3 % | Lahore (PB) Peshawar (KP) Islamabad (TFI) |
| Karachi (SD) Multan (PB) Quetta (BA) | 3    | Faisalabad | Pendjab                | Faisalabad | 1 977 246              | 3 691 999              | 3,5 % | Lahore (PB) Peshawar (KP) Islamabad (TFI) |
| Karachi (SD) Multan (PB) Quetta (BA) | 4    | Rawalpindi | Pendjab                | Rawalpindi | 1 406 214              | 3 357 612              | 5,6 % | Lahore (PB) Peshawar (KP) Islamabad (TFI) |
| Karachi (SD) Multan (PB) Quetta (BA) | 5    | Gujranwala | Pendjab                | Gujranwala | 1 124 799              | 2 511 118              | 4,9 % | Lahore (PB) Peshawar (KP) Islamabad (TFI) |
| Karachi (SD) Multan (PB) Quetta (BA) | 6    | Multan     | Pendjab                | Multan     | 1 182 441              | 2 215 381              | 3,5 % | Lahore (PB) Peshawar (KP) Islamabad (TFI) |
| Karachi (SD) Multan (PB) Quetta (BA) | 7    | Hyderabad  | Sind                   | Hyderabad  | 1 151 274              | 1 921 275              | 2,7 % | Lahore (PB) Peshawar (KP) Islamabad (TFI) |
| Karachi (SD) Multan (PB) Quetta (BA) | 8    | Peshawar   | Khyber Pakhtunkhwa     | Peshawar   | 988 055                | 1 905 975              | 3,7 % | Lahore (PB) Peshawar (KP) Islamabad (TFI) |
| Karachi (SD) Multan (PB) Quetta (BA) | 9    | Quetta     | Baloutchistan          | Quetta     | 560 307                | 1 565 546              | 7,2 % | Lahore (PB) Peshawar (KP) Islamabad (TFI) |
| Karachi (SD) Multan (PB) Quetta (BA) | 10   | Islamabad  | Territoire fédéral     | -          | 529 180                | 1 108 872              | 4,4 % | Lahore (PB) Peshawar (KP) Islamabad (TFI) |
| Recensements de 1998 et 2023         |      |            |                        |            |                        |                        |       | Lahore (PB) Peshawar (KP) Islamabad (TFI) |

### D'un million à200 000habitants
| Bahawalpur (PB) Larkana (SD) Mingora (KP) Mardan (KP) Chiniot (PB) Mirpur Khas (SD) Abbottabad (KP) |                               |                  |                    |                     |                        |                        |       |
| Bahawalpur (PB) Larkana (SD) Mingora (KP) Mardan (KP) Chiniot (PB) Mirpur Khas (SD) Abbottabad (KP) | Rang                          | Ville            | Province           | District            | Population (rec. 1998) | Population (rec. 2023) | TCAM  |
| --------------------------------------------------------------------------------------------------- | ----------------------------- | ---------------- | ------------------ | ------------------- | ---------------------- | ---------------------- | ----- |
| Bahawalpur (PB) Larkana (SD) Mingora (KP) Mardan (KP) Chiniot (PB) Mirpur Khas (SD) Abbottabad (KP) | 11                            | Sargodha         | Pendjab            | Sargodha            | 455 360                | 975 886                | 1,9 % |
| Bahawalpur (PB) Larkana (SD) Mingora (KP) Mardan (KP) Chiniot (PB) Mirpur Khas (SD) Abbottabad (KP) | 12                            | Sialkot          | Pendjab            | Sialkot             | 417 597                | 911 817                | 2,4 % |
| Bahawalpur (PB) Larkana (SD) Mingora (KP) Mardan (KP) Chiniot (PB) Mirpur Khas (SD) Abbottabad (KP) | 13                            | Bahawalpur       | Pendjab            | Bahawalpur          | 403 408                | 903 795                | 3,3 % |
| Bahawalpur (PB) Larkana (SD) Mingora (KP) Mardan (KP) Chiniot (PB) Mirpur Khas (SD) Abbottabad (KP) | 14                            | Jhang            | Pendjab            | Jhang               | 292 214                | 606 533                | 1,8 % |
| Bahawalpur (PB) Larkana (SD) Mingora (KP) Mardan (KP) Chiniot (PB) Mirpur Khas (SD) Abbottabad (KP) | 15                            | Shekhupura       | Pendjab            | Shekhupura          | 271 875                | 591 424                | 2,8 % |
| Bahawalpur (PB) Larkana (SD) Mingora (KP) Mardan (KP) Chiniot (PB) Mirpur Khas (SD) Abbottabad (KP) | 16                            | Gujrat           | Pendjab            | Gujrat              | 250 121                | 574 240                | 2,3 % |
| Bahawalpur (PB) Larkana (SD) Mingora (KP) Mardan (KP) Chiniot (PB) Mirpur Khas (SD) Abbottabad (KP) | 17                            | Sukkur           | Sind               | Sukkur              | 329 176                | 563 851                | 2,1 % |
| Bahawalpur (PB) Larkana (SD) Mingora (KP) Mardan (KP) Chiniot (PB) Mirpur Khas (SD) Abbottabad (KP) | 18                            | Larkana          | Sind               | Larkana             | 270 366                | 551 716                | 3,2 % |
| Bahawalpur (PB) Larkana (SD) Mingora (KP) Mardan (KP) Chiniot (PB) Mirpur Khas (SD) Abbottabad (KP) | 19                            | Sahiwal          | Pendjab            | Sahiwal             | 208 778                | 538 344                | 3,3 % |
| Bahawalpur (PB) Larkana (SD) Mingora (KP) Mardan (KP) Chiniot (PB) Mirpur Khas (SD) Abbottabad (KP) | 20                            | Okara            | Pendjab            | Okara               | 201 815                | 533 693                | 3,1 % |
| Bahawalpur (PB) Larkana (SD) Mingora (KP) Mardan (KP) Chiniot (PB) Mirpur Khas (SD) Abbottabad (KP) | 21                            | Rahim Yar Khan   | Pendjab            | Rahim Yar Khan      | 228 479                | 519 261                | 3,1 % |
| Bahawalpur (PB) Larkana (SD) Mingora (KP) Mardan (KP) Chiniot (PB) Mirpur Khas (SD) Abbottabad (KP) | 22                            | Kasur            | Pendjab            | Kasur               | 245 321                | 510 875                | 2,0 % |
| Bahawalpur (PB) Larkana (SD) Mingora (KP) Mardan (KP) Chiniot (PB) Mirpur Khas (SD) Abbottabad (KP) | 23                            | Dera Ghazi Khan  | Pendjab            | Dera Ghazi Khan     | 188 149                | 494 464                | 4,0 % |
| Bahawalpur (PB) Larkana (SD) Mingora (KP) Mardan (KP) Chiniot (PB) Mirpur Khas (SD) Abbottabad (KP) | 24                            | Wah              | Pendjab            | Rawalpindi          | 198 431                | 400 733                | 3,5 % |
| Bahawalpur (PB) Larkana (SD) Mingora (KP) Mardan (KP) Chiniot (PB) Mirpur Khas (SD) Abbottabad (KP) | 25                            | Mardan           | Khyber Pakhtunkhwa | Mardan              | 244 511                | 368 302                | 2,0 % |
| Bahawalpur (PB) Larkana (SD) Mingora (KP) Mardan (KP) Chiniot (PB) Mirpur Khas (SD) Abbottabad (KP) | 26                            | Nawabshah        | Sind               | Shaheed Benazirabad | 183 110                | 363 138                | 2,1 % |
| Bahawalpur (PB) Larkana (SD) Mingora (KP) Mardan (KP) Chiniot (PB) Mirpur Khas (SD) Abbottabad (KP) | 27                            | Burewala         | Pendjab            | Vehari              | 149 857                | 361 664                | 2,2 % |
| Bahawalpur (PB) Larkana (SD) Mingora (KP) Mardan (KP) Chiniot (PB) Mirpur Khas (SD) Abbottabad (KP) | 28                            | Mingora          | Khyber Pakhtunkhwa | Swat                | 174 469                | 361 112                | 3,4 % |
| Bahawalpur (PB) Larkana (SD) Mingora (KP) Mardan (KP) Chiniot (PB) Mirpur Khas (SD) Abbottabad (KP) | 29                            | Hafizabad        | Pendjab            | Hafizabad           | 130 216                | 318 621                | 3,3 % |
| Bahawalpur (PB) Larkana (SD) Mingora (KP) Mardan (KP) Chiniot (PB) Mirpur Khas (SD) Abbottabad (KP) | 30                            | Chiniot          | Pendjab            | Chiniot             | 169 282                | 318 165                | 2,6 % |
| Bahawalpur (PB) Larkana (SD) Mingora (KP) Mardan (KP) Chiniot (PB) Mirpur Khas (SD) Abbottabad (KP) | 31                            | Jhelum           | Pendjab            | Jhelum              | 145 847                | 312 426                | 1,4 % |
| Bahawalpur (PB) Larkana (SD) Mingora (KP) Mardan (KP) Chiniot (PB) Mirpur Khas (SD) Abbottabad (KP) | 32                            | Kamoke           | Pendjab            | Gujranwala          | 150 984                | 292 023                | 2,6 % |
| Bahawalpur (PB) Larkana (SD) Mingora (KP) Mardan (KP) Chiniot (PB) Mirpur Khas (SD) Abbottabad (KP) | 33                            | Khanewal         | Pendjab            | Khanewal            | 132 962                | 281 890                | 2,8 % |
| Bahawalpur (PB) Larkana (SD) Mingora (KP) Mardan (KP) Chiniot (PB) Mirpur Khas (SD) Abbottabad (KP) | 34                            | Sadiqabad        | Pendjab            | Rahim Yar Khan      | 141 509                | 274 210                | 2,7 % |
| Bahawalpur (PB) Larkana (SD) Mingora (KP) Mardan (KP) Chiniot (PB) Mirpur Khas (SD) Abbottabad (KP) | 35                            | Turbat           | Baloutchistan      | Kech                | 67 905                 | 268 625                | 6,2 % |
| Bahawalpur (PB) Larkana (SD) Mingora (KP) Mardan (KP) Chiniot (PB) Mirpur Khas (SD) Abbottabad (KP) | 36                            | Mirpur Khas      | Sind               | Mirpur Khas         | 184 465                | 267 833                | 1,1 % |
| Bahawalpur (PB) Larkana (SD) Mingora (KP) Mardan (KP) Chiniot (PB) Mirpur Khas (SD) Abbottabad (KP) | 37                            | Muridke          | Pendjab            | Shekhupura          | 108 578                | 254 291                | 2,1 % |
| Bahawalpur (PB) Larkana (SD) Mingora (KP) Mardan (KP) Chiniot (PB) Mirpur Khas (SD) Abbottabad (KP) | 38                            | Khanpur          | Pendjab            | Rahim Yar Khan      | 120 382                | 247 170                | 2,3 % |
| Bahawalpur (PB) Larkana (SD) Mingora (KP) Mardan (KP) Chiniot (PB) Mirpur Khas (SD) Abbottabad (KP) | 39                            | Bahawalnagar     | Pendjab            | Bahawalnagar        | 109 642                | 241 873                | 2,0 % |
| Bahawalpur (PB) Larkana (SD) Mingora (KP) Mardan (KP) Chiniot (PB) Mirpur Khas (SD) Abbottabad (KP) | 40                            | Kohat            | Khyber Pakhtunkhwa | Kohat               | 125 271                | 235 880                | 3,2 % |
| Bahawalpur (PB) Larkana (SD) Mingora (KP) Mardan (KP) Chiniot (PB) Mirpur Khas (SD) Abbottabad (KP) | 41                            | Muzaffargarh     | Pendjab            | Muzaffargarh        | 121 641                | 235 541                | 2,8 % |
| Bahawalpur (PB) Larkana (SD) Mingora (KP) Mardan (KP) Chiniot (PB) Mirpur Khas (SD) Abbottabad (KP) | 42                            | Abbottabad       | Khyber Pakhtunkhwa | Abbottabad          | 105 999                | 234 395                | 3,6 % |
| Bahawalpur (PB) Larkana (SD) Mingora (KP) Mardan (KP) Chiniot (PB) Mirpur Khas (SD) Abbottabad (KP) | 43                            | Mandi Bahauddin  | Pendjab            | Mandi Bahauddin     | 97 340                 | 232 361                | 3,7 % |
| Bahawalpur (PB) Larkana (SD) Mingora (KP) Mardan (KP) Chiniot (PB) Mirpur Khas (SD) Abbottabad (KP) | 44                            | Daska            | Pendjab            | Sialkot             | 101 500                | 228 626                | 2,8 % |
| Bahawalpur (PB) Larkana (SD) Mingora (KP) Mardan (KP) Chiniot (PB) Mirpur Khas (SD) Abbottabad (KP) | 45                            | Pakpattan        | Pendjab            | Pakpattan           | 107 791                | 221 280                | 2,6 % |
| Bahawalpur (PB) Larkana (SD) Mingora (KP) Mardan (KP) Chiniot (PB) Mirpur Khas (SD) Abbottabad (KP) | 46                            | Dera Ismail Khan | Khyber Pakhtunkhwa | Dera Ismail Khan    | 90 357                 | 220 575                | 4,6 % |
| Bahawalpur (PB) Larkana (SD) Mingora (KP) Mardan (KP) Chiniot (PB) Mirpur Khas (SD) Abbottabad (KP) | 47                            | Jacobabad        | Sind               | Jacobabad           | 137 733                | 219 315                | 1,7 % |
| Bahawalpur (PB) Larkana (SD) Mingora (KP) Mardan (KP) Chiniot (PB) Mirpur Khas (SD) Abbottabad (KP) | 48                            | Chakwal          | Pendjab            | Chakwal             | 80 620                 | 218 356                | 2,9 % |
| Bahawalpur (PB) Larkana (SD) Mingora (KP) Mardan (KP) Chiniot (PB) Mirpur Khas (SD) Abbottabad (KP) | 49                            | Khuzdar          | Baloutchistan      | Khuzdar             | 93 060                 | 218 112                | 3,7 % |
| Bahawalpur (PB) Larkana (SD) Mingora (KP) Mardan (KP) Chiniot (PB) Mirpur Khas (SD) Abbottabad (KP) | 50                            | Gojra            | Pendjab            | Toba Tek Singh      | 114 967                | 214 349                | 2,1 % |
| Bahawalpur (PB) Larkana (SD) Mingora (KP) Mardan (KP) Chiniot (PB) Mirpur Khas (SD) Abbottabad (KP) | 51                            | Vehari           | Pendjab            | Vehari              | 92 334                 | 210 288                | 2,3 % |
| Bahawalpur (PB) Larkana (SD) Mingora (KP) Mardan (KP) Chiniot (PB) Mirpur Khas (SD) Abbottabad (KP) | 52                            | Shikarpur        | Sind               | Shikarpur           | 133 259                | 204 938                | 2,0 % |
| Bahawalpur (PB) Larkana (SD) Mingora (KP) Mardan (KP) Chiniot (PB) Mirpur Khas (SD) Abbottabad (KP) | Recensements de 1998 et 2023, |                  |                    |                     |                        |                        |       |

### De200 000à100 000habitants
| Shikarpur (SD) Jhelum (PB) Khairpur (SD) Daska (PB) Jaranwala (PB) Umerkot (SD) Vehari (PB) Mansehra (KP) Layyah (PB) Nowshera (KP) Ghotki (SD) Haroonabad (PB) | Rang                          | Ville               | Province           | District            | Population (rec. 1998) | Population (rec. 2023) | TCAM  |
| --- | ----------------------------- | ------------------- | ------------------ | ------------------- | ---------------------- | ---------------------- | ----- |
| Shikarpur (SD) Jhelum (PB) Khairpur (SD) Daska (PB) Jaranwala (PB) Umerkot (SD) Vehari (PB) Mansehra (KP) Layyah (PB) Nowshera (KP) Ghotki (SD) Haroonabad (PB) | 53                            | Ahmedpur Sharqia    | Pendjab            | Bahawalpur          | 96 032                 | 196 618                | 1,7 % |
| Shikarpur (SD) Jhelum (PB) Khairpur (SD) Daska (PB) Jaranwala (PB) Umerkot (SD) Vehari (PB) Mansehra (KP) Layyah (PB) Nowshera (KP) Ghotki (SD) Haroonabad (PB) | 54                            | Hub                 | Baloutchistan      | Lasbela             | 63 757                 | 195 661                | 5,5 % |
| Shikarpur (SD) Jhelum (PB) Khairpur (SD) Daska (PB) Jaranwala (PB) Umerkot (SD) Vehari (PB) Mansehra (KP) Layyah (PB) Nowshera (KP) Ghotki (SD) Haroonabad (PB) | 55                            | Chishtian           | Pendjab            | Bahawalnagar        | 101 659                | 192 403                | 2,0 % |
| Shikarpur (SD) Jhelum (PB) Khairpur (SD) Daska (PB) Jaranwala (PB) Umerkot (SD) Vehari (PB) Mansehra (KP) Layyah (PB) Nowshera (KP) Ghotki (SD) Haroonabad (PB) | 56                            | Khairpur            | Sind               | Khairpur            | 102 188                | 191 044                | 2,9 % |
| Shikarpur (SD) Jhelum (PB) Khairpur (SD) Daska (PB) Jaranwala (PB) Umerkot (SD) Vehari (PB) Mansehra (KP) Layyah (PB) Nowshera (KP) Ghotki (SD) Haroonabad (PB) | 57                            | Dadu                | Sind               | Dadu                | 98 575                 | 188 317                | 2,7 % |
| Shikarpur (SD) Jhelum (PB) Khairpur (SD) Daska (PB) Jaranwala (PB) Umerkot (SD) Vehari (PB) Mansehra (KP) Layyah (PB) Nowshera (KP) Ghotki (SD) Haroonabad (PB) | 58                            | Samundri            | Pendjab            | Faisalabad          | 54 106                 | 186 371                | 5,7 % |
| Shikarpur (SD) Jhelum (PB) Khairpur (SD) Daska (PB) Jaranwala (PB) Umerkot (SD) Vehari (PB) Mansehra (KP) Layyah (PB) Nowshera (KP) Ghotki (SD) Haroonabad (PB) | 59                            | Ferozewala          | Pendjab            | Shekhupura          | 54 223                 | 177 238                | 5,0 % |
| Shikarpur (SD) Jhelum (PB) Khairpur (SD) Daska (PB) Jaranwala (PB) Umerkot (SD) Vehari (PB) Mansehra (KP) Layyah (PB) Nowshera (KP) Ghotki (SD) Haroonabad (PB) | 60                            | Attock              | Pendjab            | Attock              | 69 588                 | 176 544                | 4,0 % |
| Shikarpur (SD) Jhelum (PB) Khairpur (SD) Daska (PB) Jaranwala (PB) Umerkot (SD) Vehari (PB) Mansehra (KP) Layyah (PB) Nowshera (KP) Ghotki (SD) Haroonabad (PB) | 61                            | Tando Adam Khan     | Sind               | Sanghar             | 103 363                | 174 291                | 2,0 % |
| Shikarpur (SD) Jhelum (PB) Khairpur (SD) Daska (PB) Jaranwala (PB) Umerkot (SD) Vehari (PB) Mansehra (KP) Layyah (PB) Nowshera (KP) Ghotki (SD) Haroonabad (PB) | 62                            | Tando Allahyar      | Sind               | Tando Allahyar      | 86 056                 | 171 185                | 3,2 % |
| Shikarpur (SD) Jhelum (PB) Khairpur (SD) Daska (PB) Jaranwala (PB) Umerkot (SD) Vehari (PB) Mansehra (KP) Layyah (PB) Nowshera (KP) Ghotki (SD) Haroonabad (PB) | 63                            | Jaranwala           | Pendjab            | Faisalabad          | 103 308                | 170 872                | 1,8 % |
| Shikarpur (SD) Jhelum (PB) Khairpur (SD) Daska (PB) Jaranwala (PB) Umerkot (SD) Vehari (PB) Mansehra (KP) Layyah (PB) Nowshera (KP) Ghotki (SD) Haroonabad (PB) | 64                            | Bolhari             | Sind               | Jamshoro            | -                      | 169 613                | -     |
| Shikarpur (SD) Jhelum (PB) Khairpur (SD) Daska (PB) Jaranwala (PB) Umerkot (SD) Vehari (PB) Mansehra (KP) Layyah (PB) Nowshera (KP) Ghotki (SD) Haroonabad (PB) | 65                            | Hasilpur            | Pendjab            | Bahawalpur          | 69 647                 | 168 146                | 2,6 % |
| Shikarpur (SD) Jhelum (PB) Khairpur (SD) Daska (PB) Jaranwala (PB) Umerkot (SD) Vehari (PB) Mansehra (KP) Layyah (PB) Nowshera (KP) Ghotki (SD) Haroonabad (PB) | 66                            | Kamalia             | Pendjab            | Toba Tek Singh      | 95 291                 | 166 617                | 1,8 % |
| Shikarpur (SD) Jhelum (PB) Khairpur (SD) Daska (PB) Jaranwala (PB) Umerkot (SD) Vehari (PB) Mansehra (KP) Layyah (PB) Nowshera (KP) Ghotki (SD) Haroonabad (PB) | 67                            | Kot Abdul Malik     | Pendjab            | Lahore              | 58 827                 | 162 030                | 4,4 % |
| Shikarpur (SD) Jhelum (PB) Khairpur (SD) Daska (PB) Jaranwala (PB) Umerkot (SD) Vehari (PB) Mansehra (KP) Layyah (PB) Nowshera (KP) Ghotki (SD) Haroonabad (PB) | 68                            | Panjgur             | Baloutchistan      | Panjgur             | 21 297                 | 157 693                | 4,0 % |
| Shikarpur (SD) Jhelum (PB) Khairpur (SD) Daska (PB) Jaranwala (PB) Umerkot (SD) Vehari (PB) Mansehra (KP) Layyah (PB) Nowshera (KP) Ghotki (SD) Haroonabad (PB) | 69                            | Arifwala            | Pendjab            | Pakpattan           | 72 392                 | 157 063                | 2,2 % |
| Shikarpur (SD) Jhelum (PB) Khairpur (SD) Daska (PB) Jaranwala (PB) Umerkot (SD) Vehari (PB) Mansehra (KP) Layyah (PB) Nowshera (KP) Ghotki (SD) Haroonabad (PB) | 70                            | Swabi               | Khyber Pakhtunkhwa | Swabi               | 78 960                 | 156 496                | 2,3 % |
| Shikarpur (SD) Jhelum (PB) Khairpur (SD) Daska (PB) Jaranwala (PB) Umerkot (SD) Vehari (PB) Mansehra (KP) Layyah (PB) Nowshera (KP) Ghotki (SD) Haroonabad (PB) | 71                            | Jampur              | Pendjab            | Rajanpur            | 51 026                 | 155 243                | 2,7 % |
| Shikarpur (SD) Jhelum (PB) Khairpur (SD) Daska (PB) Jaranwala (PB) Umerkot (SD) Vehari (PB) Mansehra (KP) Layyah (PB) Nowshera (KP) Ghotki (SD) Haroonabad (PB) | 72                            | Jatoi               | Pendjab            | Muzaffargarh        | 38 081                 | 155 196                | 5,6 % |
| Shikarpur (SD) Jhelum (PB) Khairpur (SD) Daska (PB) Jaranwala (PB) Umerkot (SD) Vehari (PB) Mansehra (KP) Layyah (PB) Nowshera (KP) Ghotki (SD) Haroonabad (PB) | 73                            | Wazirabad           | Pendjab            | Gujranwala          | 89 652                 | 152 624                | 1,9 % |
| Shikarpur (SD) Jhelum (PB) Khairpur (SD) Daska (PB) Jaranwala (PB) Umerkot (SD) Vehari (PB) Mansehra (KP) Layyah (PB) Nowshera (KP) Ghotki (SD) Haroonabad (PB) | 74                            | Layyah              | Pendjab            | Layyah              | 70 272                 | 151 274                | 3,0 % |
| Shikarpur (SD) Jhelum (PB) Khairpur (SD) Daska (PB) Jaranwala (PB) Umerkot (SD) Vehari (PB) Mansehra (KP) Layyah (PB) Nowshera (KP) Ghotki (SD) Haroonabad (PB) | 75                            | Shujabad            | Pendjab            | Multan              | 56 706                 | 151 115                | 1,8 % |
| Shikarpur (SD) Jhelum (PB) Khairpur (SD) Daska (PB) Jaranwala (PB) Umerkot (SD) Vehari (PB) Mansehra (KP) Layyah (PB) Nowshera (KP) Ghotki (SD) Haroonabad (PB) | 76                            | Haroonabad          | Pendjab            | Bahawalnagar        | 62 702                 | 149 679                | 2,9 % |
| Shikarpur (SD) Jhelum (PB) Khairpur (SD) Daska (PB) Jaranwala (PB) Umerkot (SD) Vehari (PB) Mansehra (KP) Layyah (PB) Nowshera (KP) Ghotki (SD) Haroonabad (PB) | 77                            | Jalalpur Jattan     | Pendjab            | Gujrat              | 68 733                 | 146 743                | 1,7 % |
| Shikarpur (SD) Jhelum (PB) Khairpur (SD) Daska (PB) Jaranwala (PB) Umerkot (SD) Vehari (PB) Mansehra (KP) Layyah (PB) Nowshera (KP) Ghotki (SD) Haroonabad (PB) | 78                            | Umerkot             | Sind               | Umerkot             | 35 059                 | 144 558                | 7,2 % |
| Shikarpur (SD) Jhelum (PB) Khairpur (SD) Daska (PB) Jaranwala (PB) Umerkot (SD) Vehari (PB) Mansehra (KP) Layyah (PB) Nowshera (KP) Ghotki (SD) Haroonabad (PB) | 79                            | Lodhran             | Pendjab            | Lodhran             | 64 952                 | 144 512                | 3,1 % |
| Shikarpur (SD) Jhelum (PB) Khairpur (SD) Daska (PB) Jaranwala (PB) Umerkot (SD) Vehari (PB) Mansehra (KP) Layyah (PB) Nowshera (KP) Ghotki (SD) Haroonabad (PB) | 80                            | Moro                | Sind               | Naushahro Feroze    | 59 321                 | 142 685                | 2,4 % |
| Shikarpur (SD) Jhelum (PB) Khairpur (SD) Daska (PB) Jaranwala (PB) Umerkot (SD) Vehari (PB) Mansehra (KP) Layyah (PB) Nowshera (KP) Ghotki (SD) Haroonabad (PB) | 81                            | Kot Adu             | Pendjab            | Muzaffargarh        | 79 054                 | 142 161                | 2,5 % |
| Shikarpur (SD) Jhelum (PB) Khairpur (SD) Daska (PB) Jaranwala (PB) Umerkot (SD) Vehari (PB) Mansehra (KP) Layyah (PB) Nowshera (KP) Ghotki (SD) Haroonabad (PB) | 82                            | Mian Channu         | Pendjab            | Khanewal            | 64 261                 | 140 112                | 1,7 % |
| Shikarpur (SD) Jhelum (PB) Khairpur (SD) Daska (PB) Jaranwala (PB) Umerkot (SD) Vehari (PB) Mansehra (KP) Layyah (PB) Nowshera (KP) Ghotki (SD) Haroonabad (PB) | 83                            | Khushab             | Pendjab            | Khushab             | 87 294                 | 139 905                | 1,6 % |
| Shikarpur (SD) Jhelum (PB) Khairpur (SD) Daska (PB) Jaranwala (PB) Umerkot (SD) Vehari (PB) Mansehra (KP) Layyah (PB) Nowshera (KP) Ghotki (SD) Haroonabad (PB) | 84                            | Rajanpur            | Pendjab            | Rajanpur            | 42 986                 | 137 553                | 4,4 % |
| Shikarpur (SD) Jhelum (PB) Khairpur (SD) Daska (PB) Jaranwala (PB) Umerkot (SD) Vehari (PB) Mansehra (KP) Layyah (PB) Nowshera (KP) Ghotki (SD) Haroonabad (PB) | 85                            | Mansehra            | Khyber Pakhtunkhwa | Mansehra            | 52 095                 | 137 278                | 5,1 % |
| Shikarpur (SD) Jhelum (PB) Khairpur (SD) Daska (PB) Jaranwala (PB) Umerkot (SD) Vehari (PB) Mansehra (KP) Layyah (PB) Nowshera (KP) Ghotki (SD) Haroonabad (PB) | 86                            | Taxila              | Pendjab            | Rawalpindi          | 71 768                 | 136 900                | 2,8 % |
| Shikarpur (SD) Jhelum (PB) Khairpur (SD) Daska (PB) Jaranwala (PB) Umerkot (SD) Vehari (PB) Mansehra (KP) Layyah (PB) Nowshera (KP) Ghotki (SD) Haroonabad (PB) | 87                            | Kabal               | Khyber Pakhtunkhwa | Swat                | -                      | 132 549                | -     |
| Shikarpur (SD) Jhelum (PB) Khairpur (SD) Daska (PB) Jaranwala (PB) Umerkot (SD) Vehari (PB) Mansehra (KP) Layyah (PB) Nowshera (KP) Ghotki (SD) Haroonabad (PB) | 88                            | Bhakkar             | Pendjab            | Bhakkar             | 68 343                 | 131 658                | 2,6 % |
| Shikarpur (SD) Jhelum (PB) Khairpur (SD) Daska (PB) Jaranwala (PB) Umerkot (SD) Vehari (PB) Mansehra (KP) Layyah (PB) Nowshera (KP) Ghotki (SD) Haroonabad (PB) | 89                            | Narowal             | Pendjab            | Narowal             | 57 035                 | 130 692                | 3,2 % |
| Shikarpur (SD) Jhelum (PB) Khairpur (SD) Daska (PB) Jaranwala (PB) Umerkot (SD) Vehari (PB) Mansehra (KP) Layyah (PB) Nowshera (KP) Ghotki (SD) Haroonabad (PB) | 90                            | Chaman              | Baloutchistan      | Killa Abdullah      | 65 477                 | 130 139                | 4,2 % |
| Shikarpur (SD) Jhelum (PB) Khairpur (SD) Daska (PB) Jaranwala (PB) Umerkot (SD) Vehari (PB) Mansehra (KP) Layyah (PB) Nowshera (KP) Ghotki (SD) Haroonabad (PB) | 91                            | Mianwali            | Pendjab            | Mianwali            | 79 996                 | 129 500                | 2,1 % |
| Shikarpur (SD) Jhelum (PB) Khairpur (SD) Daska (PB) Jaranwala (PB) Umerkot (SD) Vehari (PB) Mansehra (KP) Layyah (PB) Nowshera (KP) Ghotki (SD) Haroonabad (PB) | 92                            | Shakargarh          | Pendjab            | Narowal             | 50 068                 | 126 742                | 2,6 % |
| Shikarpur (SD) Jhelum (PB) Khairpur (SD) Daska (PB) Jaranwala (PB) Umerkot (SD) Vehari (PB) Mansehra (KP) Layyah (PB) Nowshera (KP) Ghotki (SD) Haroonabad (PB) | 93                            | Mailsi              | Pendjab            | Vehari              | 54 099                 | 125 431                | 2,1 % |
| Shikarpur (SD) Jhelum (PB) Khairpur (SD) Daska (PB) Jaranwala (PB) Umerkot (SD) Vehari (PB) Mansehra (KP) Layyah (PB) Nowshera (KP) Ghotki (SD) Haroonabad (PB) | 94                            | Alipur              | Pendjab            | Muzaffargarh        | 28 601                 | 123 232                | 2,3 % |
| Shikarpur (SD) Jhelum (PB) Khairpur (SD) Daska (PB) Jaranwala (PB) Umerkot (SD) Vehari (PB) Mansehra (KP) Layyah (PB) Nowshera (KP) Ghotki (SD) Haroonabad (PB) | 95                            | Toba Tek Singh      | Pendjab            | Toba Tek Singh      | 58 665                 | 123 102                | 2,0 % |
| Shikarpur (SD) Jhelum (PB) Khairpur (SD) Daska (PB) Jaranwala (PB) Umerkot (SD) Vehari (PB) Mansehra (KP) Layyah (PB) Nowshera (KP) Ghotki (SD) Haroonabad (PB) | 96                            | Nowshera            | Khyber Pakhtunkhwa | Nowshera            | 89 428                 | 122 953                | 1,5 % |
| Shikarpur (SD) Jhelum (PB) Khairpur (SD) Daska (PB) Jaranwala (PB) Umerkot (SD) Vehari (PB) Mansehra (KP) Layyah (PB) Nowshera (KP) Ghotki (SD) Haroonabad (PB) | 97                            | Dipalpur            | Pendjab            | Okara               | 55 687                 | 122 759                | 3,0 % |
| Shikarpur (SD) Jhelum (PB) Khairpur (SD) Daska (PB) Jaranwala (PB) Umerkot (SD) Vehari (PB) Mansehra (KP) Layyah (PB) Nowshera (KP) Ghotki (SD) Haroonabad (PB) | 98                            | Haveli Lakha        | Pendjab            | Okara               | 51 741                 | 122 389                | 2,2 % |
| Shikarpur (SD) Jhelum (PB) Khairpur (SD) Daska (PB) Jaranwala (PB) Umerkot (SD) Vehari (PB) Mansehra (KP) Layyah (PB) Nowshera (KP) Ghotki (SD) Haroonabad (PB) | 99                            | Lalamusa            | Pendjab            | Gujrat              | 59 484                 | 121 036                | 2,2 % |
| Shikarpur (SD) Jhelum (PB) Khairpur (SD) Daska (PB) Jaranwala (PB) Umerkot (SD) Vehari (PB) Mansehra (KP) Layyah (PB) Nowshera (KP) Ghotki (SD) Haroonabad (PB) | 100                           | Shahdadkot          | Sind               | Qambar Shahdadkot   | 59 836                 | 120 687                | 3,6 % |
| Shikarpur (SD) Jhelum (PB) Khairpur (SD) Daska (PB) Jaranwala (PB) Umerkot (SD) Vehari (PB) Mansehra (KP) Layyah (PB) Nowshera (KP) Ghotki (SD) Haroonabad (PB) | 101                           | Charsadda           | Khyber Pakhtunkhwa | Charsadda           | 84 257                 | 120 170                | 1,4 % |
| Shikarpur (SD) Jhelum (PB) Khairpur (SD) Daska (PB) Jaranwala (PB) Umerkot (SD) Vehari (PB) Mansehra (KP) Layyah (PB) Nowshera (KP) Ghotki (SD) Haroonabad (PB) | 102                           | Ghotki              | Sind               | Ghotki              | 51 401                 | 119 879                | 4,0 % |
| Shikarpur (SD) Jhelum (PB) Khairpur (SD) Daska (PB) Jaranwala (PB) Umerkot (SD) Vehari (PB) Mansehra (KP) Layyah (PB) Nowshera (KP) Ghotki (SD) Haroonabad (PB) | 103                           | Sambrial            | Pendjab            | Sialkot             | 48 696                 | 119 571                | 4,3 % |
| Shikarpur (SD) Jhelum (PB) Khairpur (SD) Daska (PB) Jaranwala (PB) Umerkot (SD) Vehari (PB) Mansehra (KP) Layyah (PB) Nowshera (KP) Ghotki (SD) Haroonabad (PB) | 104                           | Bhalwal             | Pendjab            | Sargodha            | 61 067                 | 117 982                | 2,6 % |
| Shikarpur (SD) Jhelum (PB) Khairpur (SD) Daska (PB) Jaranwala (PB) Umerkot (SD) Vehari (PB) Mansehra (KP) Layyah (PB) Nowshera (KP) Ghotki (SD) Haroonabad (PB) | 105                           | Badin               | Sind               | Badin               | 61 302                 | 117 455                | 3,1 % |
| Shikarpur (SD) Jhelum (PB) Khairpur (SD) Daska (PB) Jaranwala (PB) Umerkot (SD) Vehari (PB) Mansehra (KP) Layyah (PB) Nowshera (KP) Ghotki (SD) Haroonabad (PB) | 106                           | Taunsa Sharif       | Pendjab            | Dera Ghazi Khan     | 38 056                 | 115 704                | 5,0 % |
| Shikarpur (SD) Jhelum (PB) Khairpur (SD) Daska (PB) Jaranwala (PB) Umerkot (SD) Vehari (PB) Mansehra (KP) Layyah (PB) Nowshera (KP) Ghotki (SD) Haroonabad (PB) | 107                           | Barikot             | Khyber Pakhtunkhwa | Swat                | -                      | 115 045                | -     |
| Shikarpur (SD) Jhelum (PB) Khairpur (SD) Daska (PB) Jaranwala (PB) Umerkot (SD) Vehari (PB) Mansehra (KP) Layyah (PB) Nowshera (KP) Ghotki (SD) Haroonabad (PB) | 108                           | Phool Nagar         | Pendjab            | Kasur               | 54 720                 | 114 530                | 2,7 % |
| Shikarpur (SD) Jhelum (PB) Khairpur (SD) Daska (PB) Jaranwala (PB) Umerkot (SD) Vehari (PB) Mansehra (KP) Layyah (PB) Nowshera (KP) Ghotki (SD) Haroonabad (PB) | 109                           | Tando Muhammad Khan | Sind               | Tando Muhammad Khan | 62 087                 | 114 406                | 2,4 % |
| Shikarpur (SD) Jhelum (PB) Khairpur (SD) Daska (PB) Jaranwala (PB) Umerkot (SD) Vehari (PB) Mansehra (KP) Layyah (PB) Nowshera (KP) Ghotki (SD) Haroonabad (PB) | 110                           | Pattoki             | Pendjab            | Kasur               | 58 263                 | 113 735                | 2,1 % |
| Shikarpur (SD) Jhelum (PB) Khairpur (SD) Daska (PB) Jaranwala (PB) Umerkot (SD) Vehari (PB) Mansehra (KP) Layyah (PB) Nowshera (KP) Ghotki (SD) Haroonabad (PB) | 111                           | Shahdadpur          | Sind               | Sanghar             | 58 802                 | 113 342                | 2,5 % |
| Shikarpur (SD) Jhelum (PB) Khairpur (SD) Daska (PB) Jaranwala (PB) Umerkot (SD) Vehari (PB) Mansehra (KP) Layyah (PB) Nowshera (KP) Ghotki (SD) Haroonabad (PB) | 112                           | Jauharabad          | Pendjab            | Khushab             | 39 477                 | 113 188                | 4,4 % |
| Shikarpur (SD) Jhelum (PB) Khairpur (SD) Daska (PB) Jaranwala (PB) Umerkot (SD) Vehari (PB) Mansehra (KP) Layyah (PB) Nowshera (KP) Ghotki (SD) Haroonabad (PB) | 113                           | Qambar              | Sind               | Qambar Shahdadkot   | 57 230                 | 112 313                | 3,0 % |
| Shikarpur (SD) Jhelum (PB) Khairpur (SD) Daska (PB) Jaranwala (PB) Umerkot (SD) Vehari (PB) Mansehra (KP) Layyah (PB) Nowshera (KP) Ghotki (SD) Haroonabad (PB) | 114                           | Chichawatni         | Pendjab            | Sahiwal             | 72 261                 | 112 191                | 1,4 % |
| Shikarpur (SD) Jhelum (PB) Khairpur (SD) Daska (PB) Jaranwala (PB) Umerkot (SD) Vehari (PB) Mansehra (KP) Layyah (PB) Nowshera (KP) Ghotki (SD) Haroonabad (PB) | 115                           | Farooqabad          | Pendjab            | Shekhupura          | 57 601                 | 109 717                | 1,5 % |
| Shikarpur (SD) Jhelum (PB) Khairpur (SD) Daska (PB) Jaranwala (PB) Umerkot (SD) Vehari (PB) Mansehra (KP) Layyah (PB) Nowshera (KP) Ghotki (SD) Haroonabad (PB) | 116                           | Pishin              | Baloutchistan      | Pishin              | 22 955                 | 107 646                | 2,3 % |
| Shikarpur (SD) Jhelum (PB) Khairpur (SD) Daska (PB) Jaranwala (PB) Umerkot (SD) Vehari (PB) Mansehra (KP) Layyah (PB) Nowshera (KP) Ghotki (SD) Haroonabad (PB) | 117                           | Dera Murad Jamali   | Baloutchistan      | Nasirabad           | 37 766                 | 106 952                | 5,0 % |
| Shikarpur (SD) Jhelum (PB) Khairpur (SD) Daska (PB) Jaranwala (PB) Umerkot (SD) Vehari (PB) Mansehra (KP) Layyah (PB) Nowshera (KP) Ghotki (SD) Haroonabad (PB) | 118                           | Kotri               | Sind               | Jamshoro            | 61 130                 | 106 615                | 7,8 % |
| Shikarpur (SD) Jhelum (PB) Khairpur (SD) Daska (PB) Jaranwala (PB) Umerkot (SD) Vehari (PB) Mansehra (KP) Layyah (PB) Nowshera (KP) Ghotki (SD) Haroonabad (PB) | 119                           | Sangla Hill         | Pendjab            | Nankana Sahib       | 49 445                 | 103 709                | 1,1 % |
| Shikarpur (SD) Jhelum (PB) Khairpur (SD) Daska (PB) Jaranwala (PB) Umerkot (SD) Vehari (PB) Mansehra (KP) Layyah (PB) Nowshera (KP) Ghotki (SD) Haroonabad (PB) | 120                           | Gujar Khan          | Pendjab            | Rawalpindi          | 57 152                 | 103 284                | 2,4 % |
| Shikarpur (SD) Jhelum (PB) Khairpur (SD) Daska (PB) Jaranwala (PB) Umerkot (SD) Vehari (PB) Mansehra (KP) Layyah (PB) Nowshera (KP) Ghotki (SD) Haroonabad (PB) | 121                           | Kharian             | Pendjab            | Gujrat              | 71 890                 | 103 036                | 0,9 % |
| Shikarpur (SD) Jhelum (PB) Khairpur (SD) Daska (PB) Jaranwala (PB) Umerkot (SD) Vehari (PB) Mansehra (KP) Layyah (PB) Nowshera (KP) Ghotki (SD) Haroonabad (PB) | 122                           | Pasrur              | Pendjab            | Sialkot             | 43 960                 | 102 717                | 3,1 % |
| Shikarpur (SD) Jhelum (PB) Khairpur (SD) Daska (PB) Jaranwala (PB) Umerkot (SD) Vehari (PB) Mansehra (KP) Layyah (PB) Nowshera (KP) Ghotki (SD) Haroonabad (PB) | 123                           | Shabqadar           | Khyber Pakhtunkhwa | Charsadda           | 53 597                 | 102 340                | 2,7 % |
| Shikarpur (SD) Jhelum (PB) Khairpur (SD) Daska (PB) Jaranwala (PB) Umerkot (SD) Vehari (PB) Mansehra (KP) Layyah (PB) Nowshera (KP) Ghotki (SD) Haroonabad (PB) | 124                           | Kot Radha Kishan    | Pendjab            | Kasur               | 38 936                 | 102 057                | 2,1 % |
| Shikarpur (SD) Jhelum (PB) Khairpur (SD) Daska (PB) Jaranwala (PB) Umerkot (SD) Vehari (PB) Mansehra (KP) Layyah (PB) Nowshera (KP) Ghotki (SD) Haroonabad (PB) | 125                           | Ladhewala Waraich   | Pendjab            | Gujranwala          | 33 720                 | 100 331                | 5,4 % |
| Shikarpur (SD) Jhelum (PB) Khairpur (SD) Daska (PB) Jaranwala (PB) Umerkot (SD) Vehari (PB) Mansehra (KP) Layyah (PB) Nowshera (KP) Ghotki (SD) Haroonabad (PB) | 126                           | Renala Khurd        | Pendjab            | Okara               | 31 476                 | 100 054                | 2,7 % |
| Shikarpur (SD) Jhelum (PB) Khairpur (SD) Daska (PB) Jaranwala (PB) Umerkot (SD) Vehari (PB) Mansehra (KP) Layyah (PB) Nowshera (KP) Ghotki (SD) Haroonabad (PB) | Recensements de 1998 et 2023, |                     |                    |                     |                        |                        |       |

### De100 000à50 000habitants
| Rajanpur (PB) Gwadar (BA) Chowk Azam (PB) Jalalpur Jattan (PB) Kharian (PB) Shahdadpur (SD) Sangla Hill (PB) Kot Radha Kishan (PB) Thatta (SD) Farooqabad (PB) Sehwan Sharif (SD) Jampur (PB) Gambat (SD) Nankana Sahib (PB) Topi (KP) Rohri (SD) Rabwah (PB) Batkhela (KP) | Rang                          | Ville                | Province           | District            | Population (rec. 1998) | Population (rec. 2023) |
| --- | ----------------------------- | -------------------- | ------------------ | ------------------- | ---------------------- | ---------------------- |
| Rajanpur (PB) Gwadar (BA) Chowk Azam (PB) Jalalpur Jattan (PB) Kharian (PB) Shahdadpur (SD) Sangla Hill (PB) Kot Radha Kishan (PB) Thatta (SD) Farooqabad (PB) Sehwan Sharif (SD) Jampur (PB) Gambat (SD) Nankana Sahib (PB) Topi (KP) Rohri (SD) Rabwah (PB) Batkhela (KP) | 127                           | Kandhkot             | Sind               | Kashmore            | 66 727                 | 99 155                 |
| Rajanpur (PB) Gwadar (BA) Chowk Azam (PB) Jalalpur Jattan (PB) Kharian (PB) Shahdadpur (SD) Sangla Hill (PB) Kot Radha Kishan (PB) Thatta (SD) Farooqabad (PB) Sehwan Sharif (SD) Jampur (PB) Gambat (SD) Nankana Sahib (PB) Topi (KP) Rohri (SD) Rabwah (PB) Batkhela (KP) | 128                           | Uch                  | Pendjab            | Bahawalpur          | 20 476                 | 98 852                 |
| Rajanpur (PB) Gwadar (BA) Chowk Azam (PB) Jalalpur Jattan (PB) Kharian (PB) Shahdadpur (SD) Sangla Hill (PB) Kot Radha Kishan (PB) Thatta (SD) Farooqabad (PB) Sehwan Sharif (SD) Jampur (PB) Gambat (SD) Nankana Sahib (PB) Topi (KP) Rohri (SD) Rabwah (PB) Batkhela (KP) | 129                           | Dera Allah Yar       | Baloutchistan      | Jafarabad           | 37 264                 | 98 761                 |
| Rajanpur (PB) Gwadar (BA) Chowk Azam (PB) Jalalpur Jattan (PB) Kharian (PB) Shahdadpur (SD) Sangla Hill (PB) Kot Radha Kishan (PB) Thatta (SD) Farooqabad (PB) Sehwan Sharif (SD) Jampur (PB) Gambat (SD) Nankana Sahib (PB) Topi (KP) Rohri (SD) Rabwah (PB) Batkhela (KP) | 130                           | Fazilpur             | Pendjab            | Rajanpur            | 24 016                 | 98 627                 |
| Rajanpur (PB) Gwadar (BA) Chowk Azam (PB) Jalalpur Jattan (PB) Kharian (PB) Shahdadpur (SD) Sangla Hill (PB) Kot Radha Kishan (PB) Thatta (SD) Farooqabad (PB) Sehwan Sharif (SD) Jampur (PB) Gambat (SD) Nankana Sahib (PB) Topi (KP) Rohri (SD) Rabwah (PB) Batkhela (KP) | 131                           | Kahror Pacca         | Pendjab            | Lodhran             | 58 124                 | 98 325                 |
| Rajanpur (PB) Gwadar (BA) Chowk Azam (PB) Jalalpur Jattan (PB) Kharian (PB) Shahdadpur (SD) Sangla Hill (PB) Kot Radha Kishan (PB) Thatta (SD) Farooqabad (PB) Sehwan Sharif (SD) Jampur (PB) Gambat (SD) Nankana Sahib (PB) Topi (KP) Rohri (SD) Rabwah (PB) Batkhela (KP) | 132                           | Dijkot               | Pendjab            | Faisalabad          | 23 126                 | 96 934                 |
| Rajanpur (PB) Gwadar (BA) Chowk Azam (PB) Jalalpur Jattan (PB) Kharian (PB) Shahdadpur (SD) Sangla Hill (PB) Kot Radha Kishan (PB) Thatta (SD) Farooqabad (PB) Sehwan Sharif (SD) Jampur (PB) Gambat (SD) Nankana Sahib (PB) Topi (KP) Rohri (SD) Rabwah (PB) Batkhela (KP) | 133                           | Khurrianwala         | Pendjab            | Faisalabad          | 29 933                 | 96 743                 |
| Rajanpur (PB) Gwadar (BA) Chowk Azam (PB) Jalalpur Jattan (PB) Kharian (PB) Shahdadpur (SD) Sangla Hill (PB) Kot Radha Kishan (PB) Thatta (SD) Farooqabad (PB) Sehwan Sharif (SD) Jampur (PB) Gambat (SD) Nankana Sahib (PB) Topi (KP) Rohri (SD) Rabwah (PB) Batkhela (KP) | 134                           | Hujra Shah Muqeem    | Pendjab            | Okara               | 47 719                 | 95 921                 |
| Rajanpur (PB) Gwadar (BA) Chowk Azam (PB) Jalalpur Jattan (PB) Kharian (PB) Shahdadpur (SD) Sangla Hill (PB) Kot Radha Kishan (PB) Thatta (SD) Farooqabad (PB) Sehwan Sharif (SD) Jampur (PB) Gambat (SD) Nankana Sahib (PB) Topi (KP) Rohri (SD) Rabwah (PB) Batkhela (KP) | 135                           | Nankana Sahib        | Pendjab            | Nankana Sahib       | 48 723                 | 94 988                 |
| Rajanpur (PB) Gwadar (BA) Chowk Azam (PB) Jalalpur Jattan (PB) Kharian (PB) Shahdadpur (SD) Sangla Hill (PB) Kot Radha Kishan (PB) Thatta (SD) Farooqabad (PB) Sehwan Sharif (SD) Jampur (PB) Gambat (SD) Nankana Sahib (PB) Topi (KP) Rohri (SD) Rabwah (PB) Batkhela (KP) | 136                           | Dinga                | Pendjab            | Gujrat              | 33 186                 | 94 252                 |
| Rajanpur (PB) Gwadar (BA) Chowk Azam (PB) Jalalpur Jattan (PB) Kharian (PB) Shahdadpur (SD) Sangla Hill (PB) Kot Radha Kishan (PB) Thatta (SD) Farooqabad (PB) Sehwan Sharif (SD) Jampur (PB) Gambat (SD) Nankana Sahib (PB) Topi (KP) Rohri (SD) Rabwah (PB) Batkhela (KP) | 137                           | Rohri                | Sind               | Sukkur              | 44 143                 | 92 135                 |
| Rajanpur (PB) Gwadar (BA) Chowk Azam (PB) Jalalpur Jattan (PB) Kharian (PB) Shahdadpur (SD) Sangla Hill (PB) Kot Radha Kishan (PB) Thatta (SD) Farooqabad (PB) Sehwan Sharif (SD) Jampur (PB) Gambat (SD) Nankana Sahib (PB) Topi (KP) Rohri (SD) Rabwah (PB) Batkhela (KP) | 138                           | Kabirwala            | Pendjab            | Khanewal            | 46 265                 | 91 932                 |
| Rajanpur (PB) Gwadar (BA) Chowk Azam (PB) Jalalpur Jattan (PB) Kharian (PB) Shahdadpur (SD) Sangla Hill (PB) Kot Radha Kishan (PB) Thatta (SD) Farooqabad (PB) Sehwan Sharif (SD) Jampur (PB) Gambat (SD) Nankana Sahib (PB) Topi (KP) Rohri (SD) Rabwah (PB) Batkhela (KP) | 139                           | Haripur              | Khyber Pakhtunkhwa | Haripur             | 47 262                 | 91 915                 |
| Rajanpur (PB) Gwadar (BA) Chowk Azam (PB) Jalalpur Jattan (PB) Kharian (PB) Shahdadpur (SD) Sangla Hill (PB) Kot Radha Kishan (PB) Thatta (SD) Farooqabad (PB) Sehwan Sharif (SD) Jampur (PB) Gambat (SD) Nankana Sahib (PB) Topi (KP) Rohri (SD) Rabwah (PB) Batkhela (KP) | 140                           | Kunjah               | Pendjab            | Gujrat              | 24 338                 | 90 905                 |
| Rajanpur (PB) Gwadar (BA) Chowk Azam (PB) Jalalpur Jattan (PB) Kharian (PB) Shahdadpur (SD) Sangla Hill (PB) Kot Radha Kishan (PB) Thatta (SD) Farooqabad (PB) Sehwan Sharif (SD) Jampur (PB) Gambat (SD) Nankana Sahib (PB) Topi (KP) Rohri (SD) Rabwah (PB) Batkhela (KP) | 141                           | Daharki              | Sind               | Ghotki              | 33 400                 | 90 177                 |
| Rajanpur (PB) Gwadar (BA) Chowk Azam (PB) Jalalpur Jattan (PB) Kharian (PB) Shahdadpur (SD) Sangla Hill (PB) Kot Radha Kishan (PB) Thatta (SD) Farooqabad (PB) Sehwan Sharif (SD) Jampur (PB) Gambat (SD) Nankana Sahib (PB) Topi (KP) Rohri (SD) Rabwah (PB) Batkhela (KP) | 142                           | Jalalpur Pirwala     | Pendjab            | Multan              | 31 715                 | 89 679                 |
| Rajanpur (PB) Gwadar (BA) Chowk Azam (PB) Jalalpur Jattan (PB) Kharian (PB) Shahdadpur (SD) Sangla Hill (PB) Kot Radha Kishan (PB) Thatta (SD) Farooqabad (PB) Sehwan Sharif (SD) Jampur (PB) Gambat (SD) Nankana Sahib (PB) Topi (KP) Rohri (SD) Rabwah (PB) Batkhela (KP) | 143                           | Shahkot              | Pendjab            | Nankana Sahib       | 39 744                 | 89 638                 |
| Rajanpur (PB) Gwadar (BA) Chowk Azam (PB) Jalalpur Jattan (PB) Kharian (PB) Shahdadpur (SD) Sangla Hill (PB) Kot Radha Kishan (PB) Thatta (SD) Farooqabad (PB) Sehwan Sharif (SD) Jampur (PB) Gambat (SD) Nankana Sahib (PB) Topi (KP) Rohri (SD) Rabwah (PB) Batkhela (KP) | 144                           | Thul                 | Sind               | Jacobabad           | 28 724                 | 88 554                 |
| Rajanpur (PB) Gwadar (BA) Chowk Azam (PB) Jalalpur Jattan (PB) Kharian (PB) Shahdadpur (SD) Sangla Hill (PB) Kot Radha Kishan (PB) Thatta (SD) Farooqabad (PB) Sehwan Sharif (SD) Jampur (PB) Gambat (SD) Nankana Sahib (PB) Topi (KP) Rohri (SD) Rabwah (PB) Batkhela (KP) | 145                           | Jamshoro             | Sind               | Jamshoro            | -                      | 88 190                 |
| Rajanpur (PB) Gwadar (BA) Chowk Azam (PB) Jalalpur Jattan (PB) Kharian (PB) Shahdadpur (SD) Sangla Hill (PB) Kot Radha Kishan (PB) Thatta (SD) Farooqabad (PB) Sehwan Sharif (SD) Jampur (PB) Gambat (SD) Nankana Sahib (PB) Topi (KP) Rohri (SD) Rabwah (PB) Batkhela (KP) | 146                           | Chunian              | Pendjab            | Kasur               | 45 552                 | 87 547                 |
| Rajanpur (PB) Gwadar (BA) Chowk Azam (PB) Jalalpur Jattan (PB) Kharian (PB) Shahdadpur (SD) Sangla Hill (PB) Kot Radha Kishan (PB) Thatta (SD) Farooqabad (PB) Sehwan Sharif (SD) Jampur (PB) Gambat (SD) Nankana Sahib (PB) Topi (KP) Rohri (SD) Rabwah (PB) Batkhela (KP) | 147                           | Naushahro Feroze     | Sind               | Naushahro Feroze    | 15 158                 | 87 416                 |
| Rajanpur (PB) Gwadar (BA) Chowk Azam (PB) Jalalpur Jattan (PB) Kharian (PB) Shahdadpur (SD) Sangla Hill (PB) Kot Radha Kishan (PB) Thatta (SD) Farooqabad (PB) Sehwan Sharif (SD) Jampur (PB) Gambat (SD) Nankana Sahib (PB) Topi (KP) Rohri (SD) Rabwah (PB) Batkhela (KP) | 148                           | Chowk Azam           | Pendjab            | Layyah              | 32 413                 | 87 376                 |
| Rajanpur (PB) Gwadar (BA) Chowk Azam (PB) Jalalpur Jattan (PB) Kharian (PB) Shahdadpur (SD) Sangla Hill (PB) Kot Radha Kishan (PB) Thatta (SD) Farooqabad (PB) Sehwan Sharif (SD) Jampur (PB) Gambat (SD) Nankana Sahib (PB) Topi (KP) Rohri (SD) Rabwah (PB) Batkhela (KP) | 149                           | Mangowal             | Pendjab            | Gujrat              | -                      | 86 648                 |
| Rajanpur (PB) Gwadar (BA) Chowk Azam (PB) Jalalpur Jattan (PB) Kharian (PB) Shahdadpur (SD) Sangla Hill (PB) Kot Radha Kishan (PB) Thatta (SD) Farooqabad (PB) Sehwan Sharif (SD) Jampur (PB) Gambat (SD) Nankana Sahib (PB) Topi (KP) Rohri (SD) Rabwah (PB) Batkhela (KP) | 150                           | Takht-i-Bahi         | Khyber Pakhtunkhwa | Mardan              | 49 245                 | 85 040                 |
| Rajanpur (PB) Gwadar (BA) Chowk Azam (PB) Jalalpur Jattan (PB) Kharian (PB) Shahdadpur (SD) Sangla Hill (PB) Kot Radha Kishan (PB) Thatta (SD) Farooqabad (PB) Sehwan Sharif (SD) Jampur (PB) Gambat (SD) Nankana Sahib (PB) Topi (KP) Rohri (SD) Rabwah (PB) Batkhela (KP) | 151                           | Dina                 | Pendjab            | Jhelum              | 38 597                 | 84 629                 |
| Rajanpur (PB) Gwadar (BA) Chowk Azam (PB) Jalalpur Jattan (PB) Kharian (PB) Shahdadpur (SD) Sangla Hill (PB) Kot Radha Kishan (PB) Thatta (SD) Farooqabad (PB) Sehwan Sharif (SD) Jampur (PB) Gambat (SD) Nankana Sahib (PB) Topi (KP) Rohri (SD) Rabwah (PB) Batkhela (KP) | 152                           | Fort Abbas           | Pendjab            | Bahawalnagar        | 34 457                 | 83 192                 |
| Rajanpur (PB) Gwadar (BA) Chowk Azam (PB) Jalalpur Jattan (PB) Kharian (PB) Shahdadpur (SD) Sangla Hill (PB) Kot Radha Kishan (PB) Thatta (SD) Farooqabad (PB) Sehwan Sharif (SD) Jampur (PB) Gambat (SD) Nankana Sahib (PB) Topi (KP) Rohri (SD) Rabwah (PB) Batkhela (KP) | 153                           | Ratodero             | Sind               | Larkana             | 39 846                 | 81 935                 |
| Rajanpur (PB) Gwadar (BA) Chowk Azam (PB) Jalalpur Jattan (PB) Kharian (PB) Shahdadpur (SD) Sangla Hill (PB) Kot Radha Kishan (PB) Thatta (SD) Farooqabad (PB) Sehwan Sharif (SD) Jampur (PB) Gambat (SD) Nankana Sahib (PB) Topi (KP) Rohri (SD) Rabwah (PB) Batkhela (KP) | 154                           | Rabwah               | Pendjab            | Chiniot             | 42 844                 | 81 695                 |
| Rajanpur (PB) Gwadar (BA) Chowk Azam (PB) Jalalpur Jattan (PB) Kharian (PB) Shahdadpur (SD) Sangla Hill (PB) Kot Radha Kishan (PB) Thatta (SD) Farooqabad (PB) Sehwan Sharif (SD) Jampur (PB) Gambat (SD) Nankana Sahib (PB) Topi (KP) Rohri (SD) Rabwah (PB) Batkhela (KP) | 155                           | Mustafabad           | Pendjab            | Kasur               | 37 048                 | 81 550                 |
| Rajanpur (PB) Gwadar (BA) Chowk Azam (PB) Jalalpur Jattan (PB) Kharian (PB) Shahdadpur (SD) Sangla Hill (PB) Kot Radha Kishan (PB) Thatta (SD) Farooqabad (PB) Sehwan Sharif (SD) Jampur (PB) Gambat (SD) Nankana Sahib (PB) Topi (KP) Rohri (SD) Rabwah (PB) Batkhela (KP) | 156                           | Fateh Jang           | Pendjab            | Attock              | 25 986                 | 81 321                 |
| Rajanpur (PB) Gwadar (BA) Chowk Azam (PB) Jalalpur Jattan (PB) Kharian (PB) Shahdadpur (SD) Sangla Hill (PB) Kot Radha Kishan (PB) Thatta (SD) Farooqabad (PB) Sehwan Sharif (SD) Jampur (PB) Gambat (SD) Nankana Sahib (PB) Topi (KP) Rohri (SD) Rabwah (PB) Batkhela (KP) | 157                           | Kharan               | Baloutchistan      | Kharan              | 27 806                 | 80 806                 |
| Rajanpur (PB) Gwadar (BA) Chowk Azam (PB) Jalalpur Jattan (PB) Kharian (PB) Shahdadpur (SD) Sangla Hill (PB) Kot Radha Kishan (PB) Thatta (SD) Farooqabad (PB) Sehwan Sharif (SD) Jampur (PB) Gambat (SD) Nankana Sahib (PB) Topi (KP) Rohri (SD) Rabwah (PB) Batkhela (KP) | 158                           | Ghakar               | Pendjab            | Gujranwala          | 45 476                 | 80 320                 |
| Rajanpur (PB) Gwadar (BA) Chowk Azam (PB) Jalalpur Jattan (PB) Kharian (PB) Shahdadpur (SD) Sangla Hill (PB) Kot Radha Kishan (PB) Thatta (SD) Farooqabad (PB) Sehwan Sharif (SD) Jampur (PB) Gambat (SD) Nankana Sahib (PB) Topi (KP) Rohri (SD) Rabwah (PB) Batkhela (KP) | 159                           | Allahabad            | Pendjab            | Kasur               | -                      | 80 097                 |
| Rajanpur (PB) Gwadar (BA) Chowk Azam (PB) Jalalpur Jattan (PB) Kharian (PB) Shahdadpur (SD) Sangla Hill (PB) Kot Radha Kishan (PB) Thatta (SD) Farooqabad (PB) Sehwan Sharif (SD) Jampur (PB) Gambat (SD) Nankana Sahib (PB) Topi (KP) Rohri (SD) Rabwah (PB) Batkhela (KP) | 160                           | Sui                  | Baloutchistan      | Dera Bugti          | -                      | 79 567                 |
| Rajanpur (PB) Gwadar (BA) Chowk Azam (PB) Jalalpur Jattan (PB) Kharian (PB) Shahdadpur (SD) Sangla Hill (PB) Kot Radha Kishan (PB) Thatta (SD) Farooqabad (PB) Sehwan Sharif (SD) Jampur (PB) Gambat (SD) Nankana Sahib (PB) Topi (KP) Rohri (SD) Rabwah (PB) Batkhela (KP) | 161                           | Talagang             | Pendjab            | Chakwal             | 36 533                 | 79 431                 |
| Rajanpur (PB) Gwadar (BA) Chowk Azam (PB) Jalalpur Jattan (PB) Kharian (PB) Shahdadpur (SD) Sangla Hill (PB) Kot Radha Kishan (PB) Thatta (SD) Farooqabad (PB) Sehwan Sharif (SD) Jampur (PB) Gambat (SD) Nankana Sahib (PB) Topi (KP) Rohri (SD) Rabwah (PB) Batkhela (KP) | 162                           | Zahir Pir            | Pendjab            | Rahim Yar Khan      | 29 557                 | 76 979                 |
| Rajanpur (PB) Gwadar (BA) Chowk Azam (PB) Jalalpur Jattan (PB) Kharian (PB) Shahdadpur (SD) Sangla Hill (PB) Kot Radha Kishan (PB) Thatta (SD) Farooqabad (PB) Sehwan Sharif (SD) Jampur (PB) Gambat (SD) Nankana Sahib (PB) Topi (KP) Rohri (SD) Rabwah (PB) Batkhela (KP) | 163                           | Alipur Chatha        | Pendjab            | Gujranwala          | 38 991                 | 76 964                 |
| Rajanpur (PB) Gwadar (BA) Chowk Azam (PB) Jalalpur Jattan (PB) Kharian (PB) Shahdadpur (SD) Sangla Hill (PB) Kot Radha Kishan (PB) Thatta (SD) Farooqabad (PB) Sehwan Sharif (SD) Jampur (PB) Gambat (SD) Nankana Sahib (PB) Topi (KP) Rohri (SD) Rabwah (PB) Batkhela (KP) | 164                           | Pano Akil            | Sind               | Sukkur              | 41 255                 | 76 942                 |
| Rajanpur (PB) Gwadar (BA) Chowk Azam (PB) Jalalpur Jattan (PB) Kharian (PB) Shahdadpur (SD) Sangla Hill (PB) Kot Radha Kishan (PB) Thatta (SD) Farooqabad (PB) Sehwan Sharif (SD) Jampur (PB) Gambat (SD) Nankana Sahib (PB) Topi (KP) Rohri (SD) Rabwah (PB) Batkhela (KP) | 165                           | Bahrain              | Khyber Pakhtunkhwa | Swat                | -                      | 76 728                 |
| Rajanpur (PB) Gwadar (BA) Chowk Azam (PB) Jalalpur Jattan (PB) Kharian (PB) Shahdadpur (SD) Sangla Hill (PB) Kot Radha Kishan (PB) Thatta (SD) Farooqabad (PB) Sehwan Sharif (SD) Jampur (PB) Gambat (SD) Nankana Sahib (PB) Topi (KP) Rohri (SD) Rabwah (PB) Batkhela (KP) | 166                           | Paharpur             | Khyber Pakhtunkhwa | Dera Ismail Khan    | 14 580                 | 76 027                 |
| Rajanpur (PB) Gwadar (BA) Chowk Azam (PB) Jalalpur Jattan (PB) Kharian (PB) Shahdadpur (SD) Sangla Hill (PB) Kot Radha Kishan (PB) Thatta (SD) Farooqabad (PB) Sehwan Sharif (SD) Jampur (PB) Gambat (SD) Nankana Sahib (PB) Topi (KP) Rohri (SD) Rabwah (PB) Batkhela (KP) | 167                           | Kahuta               | Pendjab            | Rawalpindi          | 19 207                 | 75 349                 |
| Rajanpur (PB) Gwadar (BA) Chowk Azam (PB) Jalalpur Jattan (PB) Kharian (PB) Shahdadpur (SD) Sangla Hill (PB) Kot Radha Kishan (PB) Thatta (SD) Farooqabad (PB) Sehwan Sharif (SD) Jampur (PB) Gambat (SD) Nankana Sahib (PB) Topi (KP) Rohri (SD) Rabwah (PB) Batkhela (KP) | 168                           | Sehwan Sharif        | Sind               | Jamshoro            | 34 289                 | 75 167                 |
| Rajanpur (PB) Gwadar (BA) Chowk Azam (PB) Jalalpur Jattan (PB) Kharian (PB) Shahdadpur (SD) Sangla Hill (PB) Kot Radha Kishan (PB) Thatta (SD) Farooqabad (PB) Sehwan Sharif (SD) Jampur (PB) Gambat (SD) Nankana Sahib (PB) Topi (KP) Rohri (SD) Rabwah (PB) Batkhela (KP) | 169                           | Topi                 | Khyber Pakhtunkhwa | Swabi               | 30 144                 | 74 867                 |
| Rajanpur (PB) Gwadar (BA) Chowk Azam (PB) Jalalpur Jattan (PB) Kharian (PB) Shahdadpur (SD) Sangla Hill (PB) Kot Radha Kishan (PB) Thatta (SD) Farooqabad (PB) Sehwan Sharif (SD) Jampur (PB) Gambat (SD) Nankana Sahib (PB) Topi (KP) Rohri (SD) Rabwah (PB) Batkhela (KP) | 170                           | Mirpur Mathelo       | Sind               | Ghotki              | 41 089                 | 74 651                 |
| Rajanpur (PB) Gwadar (BA) Chowk Azam (PB) Jalalpur Jattan (PB) Kharian (PB) Shahdadpur (SD) Sangla Hill (PB) Kot Radha Kishan (PB) Thatta (SD) Farooqabad (PB) Sehwan Sharif (SD) Jampur (PB) Gambat (SD) Nankana Sahib (PB) Topi (KP) Rohri (SD) Rabwah (PB) Batkhela (KP) | 171                           | Qila Didar Singh     | Pendjab            | Gujranwala          | 40 943                 | 74 523                 |
| Rajanpur (PB) Gwadar (BA) Chowk Azam (PB) Jalalpur Jattan (PB) Kharian (PB) Shahdadpur (SD) Sangla Hill (PB) Kot Radha Kishan (PB) Thatta (SD) Farooqabad (PB) Sehwan Sharif (SD) Jampur (PB) Gambat (SD) Nankana Sahib (PB) Topi (KP) Rohri (SD) Rabwah (PB) Batkhela (KP) | 172                           | Mithankot            | Pendjab            | Rajanpur            | 13 653                 | 74 479                 |
| Rajanpur (PB) Gwadar (BA) Chowk Azam (PB) Jalalpur Jattan (PB) Kharian (PB) Shahdadpur (SD) Sangla Hill (PB) Kot Radha Kishan (PB) Thatta (SD) Farooqabad (PB) Sehwan Sharif (SD) Jampur (PB) Gambat (SD) Nankana Sahib (PB) Topi (KP) Rohri (SD) Rabwah (PB) Batkhela (KP) | 173                           | Matli                | Sind               | Badin               | 41 995                 | 74 402                 |
| Rajanpur (PB) Gwadar (BA) Chowk Azam (PB) Jalalpur Jattan (PB) Kharian (PB) Shahdadpur (SD) Sangla Hill (PB) Kot Radha Kishan (PB) Thatta (SD) Farooqabad (PB) Sehwan Sharif (SD) Jampur (PB) Gambat (SD) Nankana Sahib (PB) Topi (KP) Rohri (SD) Rabwah (PB) Batkhela (KP) | 174                           | Tando Jam            | Sind               | Hyderabad           | 26 446                 | 74 303                 |
| Rajanpur (PB) Gwadar (BA) Chowk Azam (PB) Jalalpur Jattan (PB) Kharian (PB) Shahdadpur (SD) Sangla Hill (PB) Kot Radha Kishan (PB) Thatta (SD) Farooqabad (PB) Sehwan Sharif (SD) Jampur (PB) Gambat (SD) Nankana Sahib (PB) Topi (KP) Rohri (SD) Rabwah (PB) Batkhela (KP) | 175                           | Sanghar              | Sind               | Sanghar             | 50 259                 | 74 112                 |
| Rajanpur (PB) Gwadar (BA) Chowk Azam (PB) Jalalpur Jattan (PB) Kharian (PB) Shahdadpur (SD) Sangla Hill (PB) Kot Radha Kishan (PB) Thatta (SD) Farooqabad (PB) Sehwan Sharif (SD) Jampur (PB) Gambat (SD) Nankana Sahib (PB) Topi (KP) Rohri (SD) Rabwah (PB) Batkhela (KP) | 176                           | Sarai Alamgir        | Pendjab            | Gujrat              | 37 262                 | 73 967                 |
| Rajanpur (PB) Gwadar (BA) Chowk Azam (PB) Jalalpur Jattan (PB) Kharian (PB) Shahdadpur (SD) Sangla Hill (PB) Kot Radha Kishan (PB) Thatta (SD) Farooqabad (PB) Sehwan Sharif (SD) Jampur (PB) Gambat (SD) Nankana Sahib (PB) Topi (KP) Rohri (SD) Rabwah (PB) Batkhela (KP) | 177                           | Batkhela             | Khyber Pakhtunkhwa | Malakand            | 38 222                 | 73 525                 |
| Rajanpur (PB) Gwadar (BA) Chowk Azam (PB) Jalalpur Jattan (PB) Kharian (PB) Shahdadpur (SD) Sangla Hill (PB) Kot Radha Kishan (PB) Thatta (SD) Farooqabad (PB) Sehwan Sharif (SD) Jampur (PB) Gambat (SD) Nankana Sahib (PB) Topi (KP) Rohri (SD) Rabwah (PB) Batkhela (KP) | 178                           | Sakrand              | Sind               | Shaheed Benazirabad | 27 056                 | 72 040                 |
| Rajanpur (PB) Gwadar (BA) Chowk Azam (PB) Jalalpur Jattan (PB) Kharian (PB) Shahdadpur (SD) Sangla Hill (PB) Kot Radha Kishan (PB) Thatta (SD) Farooqabad (PB) Sehwan Sharif (SD) Jampur (PB) Gambat (SD) Nankana Sahib (PB) Topi (KP) Rohri (SD) Rabwah (PB) Batkhela (KP) | 179                           | Hala                 | Sind               | Matiari             | 39 926                 | 71 094                 |
| Rajanpur (PB) Gwadar (BA) Chowk Azam (PB) Jalalpur Jattan (PB) Kharian (PB) Shahdadpur (SD) Sangla Hill (PB) Kot Radha Kishan (PB) Thatta (SD) Farooqabad (PB) Sehwan Sharif (SD) Jampur (PB) Gambat (SD) Nankana Sahib (PB) Topi (KP) Rohri (SD) Rabwah (PB) Batkhela (KP) | 180                           | Bhera                | Pendjab            | Sargodha            | 31 140                 | 70 921                 |
| Rajanpur (PB) Gwadar (BA) Chowk Azam (PB) Jalalpur Jattan (PB) Kharian (PB) Shahdadpur (SD) Sangla Hill (PB) Kot Radha Kishan (PB) Thatta (SD) Farooqabad (PB) Sehwan Sharif (SD) Jampur (PB) Gambat (SD) Nankana Sahib (PB) Topi (KP) Rohri (SD) Rabwah (PB) Batkhela (KP) | 181                           | Zehri                | Baloutchistan      | Zhob                | 13 397                 | 70 910                 |
| Rajanpur (PB) Gwadar (BA) Chowk Azam (PB) Jalalpur Jattan (PB) Kharian (PB) Shahdadpur (SD) Sangla Hill (PB) Kot Radha Kishan (PB) Thatta (SD) Farooqabad (PB) Sehwan Sharif (SD) Jampur (PB) Gambat (SD) Nankana Sahib (PB) Topi (KP) Rohri (SD) Rabwah (PB) Batkhela (KP) | 182                           | Gwadar               | Baloutchistan      | Gwadar              | 43 850                 | 70 852                 |
| Rajanpur (PB) Gwadar (BA) Chowk Azam (PB) Jalalpur Jattan (PB) Kharian (PB) Shahdadpur (SD) Sangla Hill (PB) Kot Radha Kishan (PB) Thatta (SD) Farooqabad (PB) Sehwan Sharif (SD) Jampur (PB) Gambat (SD) Nankana Sahib (PB) Topi (KP) Rohri (SD) Rabwah (PB) Batkhela (KP) | 183                           | Lakki Marwat         | Khyber Pakhtunkhwa | Lakki Marwat        | 30 186                 | 70 759                 |
| Rajanpur (PB) Gwadar (BA) Chowk Azam (PB) Jalalpur Jattan (PB) Kharian (PB) Shahdadpur (SD) Sangla Hill (PB) Kot Radha Kishan (PB) Thatta (SD) Farooqabad (PB) Sehwan Sharif (SD) Jampur (PB) Gambat (SD) Nankana Sahib (PB) Topi (KP) Rohri (SD) Rabwah (PB) Batkhela (KP) | 184                           | Hasan Abdal          | Pendjab            | Attock              | 37 789                 | 69 529                 |
| Rajanpur (PB) Gwadar (BA) Chowk Azam (PB) Jalalpur Jattan (PB) Kharian (PB) Shahdadpur (SD) Sangla Hill (PB) Kot Radha Kishan (PB) Thatta (SD) Farooqabad (PB) Sehwan Sharif (SD) Jampur (PB) Gambat (SD) Nankana Sahib (PB) Topi (KP) Rohri (SD) Rabwah (PB) Batkhela (KP) | 185                           | Sibi                 | Baloutchistan      | Sibi                | 64 674                 | 69 300                 |
| Rajanpur (PB) Gwadar (BA) Chowk Azam (PB) Jalalpur Jattan (PB) Kharian (PB) Shahdadpur (SD) Sangla Hill (PB) Kot Radha Kishan (PB) Thatta (SD) Farooqabad (PB) Sehwan Sharif (SD) Jampur (PB) Gambat (SD) Nankana Sahib (PB) Topi (KP) Rohri (SD) Rabwah (PB) Batkhela (KP) | 186                           | Buleda               | Baloutchistan      | Kech                | -                      | 68 752                 |
| Rajanpur (PB) Gwadar (BA) Chowk Azam (PB) Jalalpur Jattan (PB) Kharian (PB) Shahdadpur (SD) Sangla Hill (PB) Kot Radha Kishan (PB) Thatta (SD) Farooqabad (PB) Sehwan Sharif (SD) Jampur (PB) Gambat (SD) Nankana Sahib (PB) Topi (KP) Rohri (SD) Rabwah (PB) Batkhela (KP) | 187                           | Harappa              | Pendjab            | Attock              | -                      | 68 702                 |
| Rajanpur (PB) Gwadar (BA) Chowk Azam (PB) Jalalpur Jattan (PB) Kharian (PB) Shahdadpur (SD) Sangla Hill (PB) Kot Radha Kishan (PB) Thatta (SD) Farooqabad (PB) Sehwan Sharif (SD) Jampur (PB) Gambat (SD) Nankana Sahib (PB) Topi (KP) Rohri (SD) Rabwah (PB) Batkhela (KP) | 188                           | Darya Khan           | Pendjab            | Bhakkar             | 41 785                 | 68 622                 |
| Rajanpur (PB) Gwadar (BA) Chowk Azam (PB) Jalalpur Jattan (PB) Kharian (PB) Shahdadpur (SD) Sangla Hill (PB) Kot Radha Kishan (PB) Thatta (SD) Farooqabad (PB) Sehwan Sharif (SD) Jampur (PB) Gambat (SD) Nankana Sahib (PB) Topi (KP) Rohri (SD) Rabwah (PB) Batkhela (KP) | 189                           | Abdul Hakim          | Pendjab            | Khanewal            | 37 821                 | 67 501                 |
| Rajanpur (PB) Gwadar (BA) Chowk Azam (PB) Jalalpur Jattan (PB) Kharian (PB) Shahdadpur (SD) Sangla Hill (PB) Kot Radha Kishan (PB) Thatta (SD) Farooqabad (PB) Sehwan Sharif (SD) Jampur (PB) Gambat (SD) Nankana Sahib (PB) Topi (KP) Rohri (SD) Rabwah (PB) Batkhela (KP) | 190                           | Kamra                | Pendjab            | Attock              | 37 131                 | 67 425                 |
| Rajanpur (PB) Gwadar (BA) Chowk Azam (PB) Jalalpur Jattan (PB) Kharian (PB) Shahdadpur (SD) Sangla Hill (PB) Kot Radha Kishan (PB) Thatta (SD) Farooqabad (PB) Sehwan Sharif (SD) Jampur (PB) Gambat (SD) Nankana Sahib (PB) Topi (KP) Rohri (SD) Rabwah (PB) Batkhela (KP) | 191                           | Minchinabad          | Pendjab            | Bahawalnagar        | 25 480                 | 67 164                 |
| Rajanpur (PB) Gwadar (BA) Chowk Azam (PB) Jalalpur Jattan (PB) Kharian (PB) Shahdadpur (SD) Sangla Hill (PB) Kot Radha Kishan (PB) Thatta (SD) Farooqabad (PB) Sehwan Sharif (SD) Jampur (PB) Gambat (SD) Nankana Sahib (PB) Topi (KP) Rohri (SD) Rabwah (PB) Batkhela (KP) | 192                           | Narang               | Pendjab            | Shekhupura          | 29 497                 | 67 137                 |
| Rajanpur (PB) Gwadar (BA) Chowk Azam (PB) Jalalpur Jattan (PB) Kharian (PB) Shahdadpur (SD) Sangla Hill (PB) Kot Radha Kishan (PB) Thatta (SD) Farooqabad (PB) Sehwan Sharif (SD) Jampur (PB) Gambat (SD) Nankana Sahib (PB) Topi (KP) Rohri (SD) Rabwah (PB) Batkhela (KP) | 193                           | Mehar Taluka         | Sind               | Dadu                | 27 042                 | 67 082                 |
| Rajanpur (PB) Gwadar (BA) Chowk Azam (PB) Jalalpur Jattan (PB) Kharian (PB) Shahdadpur (SD) Sangla Hill (PB) Kot Radha Kishan (PB) Thatta (SD) Farooqabad (PB) Sehwan Sharif (SD) Jampur (PB) Gambat (SD) Nankana Sahib (PB) Topi (KP) Rohri (SD) Rabwah (PB) Batkhela (KP) | 194                           | Liaqauatpur          | Pendjab            | Rahim Yar Khan      | 31 497                 | 66 933                 |
| Rajanpur (PB) Gwadar (BA) Chowk Azam (PB) Jalalpur Jattan (PB) Kharian (PB) Shahdadpur (SD) Sangla Hill (PB) Kot Radha Kishan (PB) Thatta (SD) Farooqabad (PB) Sehwan Sharif (SD) Jampur (PB) Gambat (SD) Nankana Sahib (PB) Topi (KP) Rohri (SD) Rabwah (PB) Batkhela (KP) | 195                           | Pindi Bhattian       | Pendjab            | Hafizabad           | 29 760                 | 66 511                 |
| Rajanpur (PB) Gwadar (BA) Chowk Azam (PB) Jalalpur Jattan (PB) Kharian (PB) Shahdadpur (SD) Sangla Hill (PB) Kot Radha Kishan (PB) Thatta (SD) Farooqabad (PB) Sehwan Sharif (SD) Jampur (PB) Gambat (SD) Nankana Sahib (PB) Topi (KP) Rohri (SD) Rabwah (PB) Batkhela (KP) | 196                           | Raja Jang            | Pendjab            | Kasur               | 20 943                 | 66 404                 |
| Rajanpur (PB) Gwadar (BA) Chowk Azam (PB) Jalalpur Jattan (PB) Kharian (PB) Shahdadpur (SD) Sangla Hill (PB) Kot Radha Kishan (PB) Thatta (SD) Farooqabad (PB) Sehwan Sharif (SD) Jampur (PB) Gambat (SD) Nankana Sahib (PB) Topi (KP) Rohri (SD) Rabwah (PB) Batkhela (KP) | 197                           | Tasp                 | Baloutchistan      | Panjgur             | -                      | 66 030                 |
| Rajanpur (PB) Gwadar (BA) Chowk Azam (PB) Jalalpur Jattan (PB) Kharian (PB) Shahdadpur (SD) Sangla Hill (PB) Kot Radha Kishan (PB) Thatta (SD) Farooqabad (PB) Sehwan Sharif (SD) Jampur (PB) Gambat (SD) Nankana Sahib (PB) Topi (KP) Rohri (SD) Rabwah (PB) Batkhela (KP) | 198                           | Basirpur             | Pendjab            | Okara               | 35 852                 | 65 541                 |
| Rajanpur (PB) Gwadar (BA) Chowk Azam (PB) Jalalpur Jattan (PB) Kharian (PB) Shahdadpur (SD) Sangla Hill (PB) Kot Radha Kishan (PB) Thatta (SD) Farooqabad (PB) Sehwan Sharif (SD) Jampur (PB) Gambat (SD) Nankana Sahib (PB) Topi (KP) Rohri (SD) Rabwah (PB) Batkhela (KP) | 199                           | Usta Mohammad        | Baloutchistan      | Jafarabad           | 37 160                 | 64 632                 |
| Rajanpur (PB) Gwadar (BA) Chowk Azam (PB) Jalalpur Jattan (PB) Kharian (PB) Shahdadpur (SD) Sangla Hill (PB) Kot Radha Kishan (PB) Thatta (SD) Farooqabad (PB) Sehwan Sharif (SD) Jampur (PB) Gambat (SD) Nankana Sahib (PB) Topi (KP) Rohri (SD) Rabwah (PB) Batkhela (KP) | 200                           | Kashmor              | Sind               | Kashmore            | 28 108                 | 63 984                 |
| Rajanpur (PB) Gwadar (BA) Chowk Azam (PB) Jalalpur Jattan (PB) Kharian (PB) Shahdadpur (SD) Sangla Hill (PB) Kot Radha Kishan (PB) Thatta (SD) Farooqabad (PB) Sehwan Sharif (SD) Jampur (PB) Gambat (SD) Nankana Sahib (PB) Topi (KP) Rohri (SD) Rabwah (PB) Batkhela (KP) | 201                           | Pindigheb            | Pendjab            | Attock              | 29 837                 | 63 810                 |
| Rajanpur (PB) Gwadar (BA) Chowk Azam (PB) Jalalpur Jattan (PB) Kharian (PB) Shahdadpur (SD) Sangla Hill (PB) Kot Radha Kishan (PB) Thatta (SD) Farooqabad (PB) Sehwan Sharif (SD) Jampur (PB) Gambat (SD) Nankana Sahib (PB) Topi (KP) Rohri (SD) Rabwah (PB) Batkhela (KP) | 202                           | Chowk Munda          | Pendjab            | Muzaffargarh        | 26 355                 | 63 421                 |
| Rajanpur (PB) Gwadar (BA) Chowk Azam (PB) Jalalpur Jattan (PB) Kharian (PB) Shahdadpur (SD) Sangla Hill (PB) Kot Radha Kishan (PB) Thatta (SD) Farooqabad (PB) Sehwan Sharif (SD) Jampur (PB) Gambat (SD) Nankana Sahib (PB) Topi (KP) Rohri (SD) Rabwah (PB) Batkhela (KP) | 203                           | Kot Momin            | Pendjab            | Sargodha            | 34 232                 | 63 411                 |
| Rajanpur (PB) Gwadar (BA) Chowk Azam (PB) Jalalpur Jattan (PB) Kharian (PB) Shahdadpur (SD) Sangla Hill (PB) Kot Radha Kishan (PB) Thatta (SD) Farooqabad (PB) Sehwan Sharif (SD) Jampur (PB) Gambat (SD) Nankana Sahib (PB) Topi (KP) Rohri (SD) Rabwah (PB) Batkhela (KP) | 204                           | Phalia               | Pendjab            | Mandi Bahauddin     | 21 678                 | 62 453                 |
| Rajanpur (PB) Gwadar (BA) Chowk Azam (PB) Jalalpur Jattan (PB) Kharian (PB) Shahdadpur (SD) Sangla Hill (PB) Kot Radha Kishan (PB) Thatta (SD) Farooqabad (PB) Sehwan Sharif (SD) Jampur (PB) Gambat (SD) Nankana Sahib (PB) Topi (KP) Rohri (SD) Rabwah (PB) Batkhela (KP) | 205                           | Shehr Sultan         | Pendjab            | Muzaffargarh        | 13 788                 | 62 184                 |
| Rajanpur (PB) Gwadar (BA) Chowk Azam (PB) Jalalpur Jattan (PB) Kharian (PB) Shahdadpur (SD) Sangla Hill (PB) Kot Radha Kishan (PB) Thatta (SD) Farooqabad (PB) Sehwan Sharif (SD) Jampur (PB) Gambat (SD) Nankana Sahib (PB) Topi (KP) Rohri (SD) Rabwah (PB) Batkhela (KP) | 206                           | Faqirwali            | Pendjab            | Bahawalnagar        | 21 546                 | 61 586                 |
| Rajanpur (PB) Gwadar (BA) Chowk Azam (PB) Jalalpur Jattan (PB) Kharian (PB) Shahdadpur (SD) Sangla Hill (PB) Kot Radha Kishan (PB) Thatta (SD) Farooqabad (PB) Sehwan Sharif (SD) Jampur (PB) Gambat (SD) Nankana Sahib (PB) Topi (KP) Rohri (SD) Rabwah (PB) Batkhela (KP) | 207                           | Kallar Syedan        | Pendjab            | Rawalpindi          | -                      | 60 941                 |
| Rajanpur (PB) Gwadar (BA) Chowk Azam (PB) Jalalpur Jattan (PB) Kharian (PB) Shahdadpur (SD) Sangla Hill (PB) Kot Radha Kishan (PB) Thatta (SD) Farooqabad (PB) Sehwan Sharif (SD) Jampur (PB) Gambat (SD) Nankana Sahib (PB) Topi (KP) Rohri (SD) Rabwah (PB) Batkhela (KP) | 208                           | Yazman               | Pendjab            | Bahawalpur          | 21 028                 | 60 738                 |
| Rajanpur (PB) Gwadar (BA) Chowk Azam (PB) Jalalpur Jattan (PB) Kharian (PB) Shahdadpur (SD) Sangla Hill (PB) Kot Radha Kishan (PB) Thatta (SD) Farooqabad (PB) Sehwan Sharif (SD) Jampur (PB) Gambat (SD) Nankana Sahib (PB) Topi (KP) Rohri (SD) Rabwah (PB) Batkhela (KP) | 209                           | Chak Jhumra          | Pendjab            | Faisalabad          | 31 563                 | 60 131                 |
| Rajanpur (PB) Gwadar (BA) Chowk Azam (PB) Jalalpur Jattan (PB) Kharian (PB) Shahdadpur (SD) Sangla Hill (PB) Kot Radha Kishan (PB) Thatta (SD) Farooqabad (PB) Sehwan Sharif (SD) Jampur (PB) Gambat (SD) Nankana Sahib (PB) Topi (KP) Rohri (SD) Rabwah (PB) Batkhela (KP) | 210                           | Kot Chutta           | Pendjab            | Dera Ghazi Khan     | -                      | 59 870                 |
| Rajanpur (PB) Gwadar (BA) Chowk Azam (PB) Jalalpur Jattan (PB) Kharian (PB) Shahdadpur (SD) Sangla Hill (PB) Kot Radha Kishan (PB) Thatta (SD) Farooqabad (PB) Sehwan Sharif (SD) Jampur (PB) Gambat (SD) Nankana Sahib (PB) Topi (KP) Rohri (SD) Rabwah (PB) Batkhela (KP) | 211                           | Gambat               | Sind               | Khairpur            | 28 311                 | 59 790                 |
| Rajanpur (PB) Gwadar (BA) Chowk Azam (PB) Jalalpur Jattan (PB) Kharian (PB) Shahdadpur (SD) Sangla Hill (PB) Kot Radha Kishan (PB) Thatta (SD) Farooqabad (PB) Sehwan Sharif (SD) Jampur (PB) Gambat (SD) Nankana Sahib (PB) Topi (KP) Rohri (SD) Rabwah (PB) Batkhela (KP) | 212                           | Nowshera Virkan      | Pendjab            | Gujranwala          | 33 845                 | 59 639                 |
| Rajanpur (PB) Gwadar (BA) Chowk Azam (PB) Jalalpur Jattan (PB) Kharian (PB) Shahdadpur (SD) Sangla Hill (PB) Kot Radha Kishan (PB) Thatta (SD) Farooqabad (PB) Sehwan Sharif (SD) Jampur (PB) Gambat (SD) Nankana Sahib (PB) Topi (KP) Rohri (SD) Rabwah (PB) Batkhela (KP) | 213                           | Loralai              | Baloutchistan      | Loralai             | 28 268                 | 59 601                 |
| Rajanpur (PB) Gwadar (BA) Chowk Azam (PB) Jalalpur Jattan (PB) Kharian (PB) Shahdadpur (SD) Sangla Hill (PB) Kot Radha Kishan (PB) Thatta (SD) Farooqabad (PB) Sehwan Sharif (SD) Jampur (PB) Gambat (SD) Nankana Sahib (PB) Topi (KP) Rohri (SD) Rabwah (PB) Batkhela (KP) | 214                           | Khipro               | Sind               | Sanghar             | 25 580                 | 58 307                 |
| Rajanpur (PB) Gwadar (BA) Chowk Azam (PB) Jalalpur Jattan (PB) Kharian (PB) Shahdadpur (SD) Sangla Hill (PB) Kot Radha Kishan (PB) Thatta (SD) Farooqabad (PB) Sehwan Sharif (SD) Jampur (PB) Gambat (SD) Nankana Sahib (PB) Topi (KP) Rohri (SD) Rabwah (PB) Batkhela (KP) | 215                           | Karak                | Khyber Pakhtunkhwa | Karak               | 27 893                 | 58 065                 |
| Rajanpur (PB) Gwadar (BA) Chowk Azam (PB) Jalalpur Jattan (PB) Kharian (PB) Shahdadpur (SD) Sangla Hill (PB) Kot Radha Kishan (PB) Thatta (SD) Farooqabad (PB) Sehwan Sharif (SD) Jampur (PB) Gambat (SD) Nankana Sahib (PB) Topi (KP) Rohri (SD) Rabwah (PB) Batkhela (KP) | 216                           | Mehrabpur            | Sind               | Naushahro Feroze    | 29 383                 | 57 978                 |
| Rajanpur (PB) Gwadar (BA) Chowk Azam (PB) Jalalpur Jattan (PB) Kharian (PB) Shahdadpur (SD) Sangla Hill (PB) Kot Radha Kishan (PB) Thatta (SD) Farooqabad (PB) Sehwan Sharif (SD) Jampur (PB) Gambat (SD) Nankana Sahib (PB) Topi (KP) Rohri (SD) Rabwah (PB) Batkhela (KP) | 217                           | Sahiwal              | Pendjab            | Sargodha            | 31 937                 | 57 374                 |
| Rajanpur (PB) Gwadar (BA) Chowk Azam (PB) Jalalpur Jattan (PB) Kharian (PB) Shahdadpur (SD) Sangla Hill (PB) Kot Radha Kishan (PB) Thatta (SD) Farooqabad (PB) Sehwan Sharif (SD) Jampur (PB) Gambat (SD) Nankana Sahib (PB) Topi (KP) Rohri (SD) Rabwah (PB) Batkhela (KP) | 218                           | Chitral              | Khyber Pakhtunkhwa | Chitral             | 29 940                 | 57 157                 |
| Rajanpur (PB) Gwadar (BA) Chowk Azam (PB) Jalalpur Jattan (PB) Kharian (PB) Shahdadpur (SD) Sangla Hill (PB) Kot Radha Kishan (PB) Thatta (SD) Farooqabad (PB) Sehwan Sharif (SD) Jampur (PB) Gambat (SD) Nankana Sahib (PB) Topi (KP) Rohri (SD) Rabwah (PB) Batkhela (KP) | 219                           | Khwazakhela          | Khyber Pakhtunkhwa | Swat                | -                      | 57 113                 |
| Rajanpur (PB) Gwadar (BA) Chowk Azam (PB) Jalalpur Jattan (PB) Kharian (PB) Shahdadpur (SD) Sangla Hill (PB) Kot Radha Kishan (PB) Thatta (SD) Farooqabad (PB) Sehwan Sharif (SD) Jampur (PB) Gambat (SD) Nankana Sahib (PB) Topi (KP) Rohri (SD) Rabwah (PB) Batkhela (KP) | 220                           | Jehangira            | Khyber Pakhtunkhwa | Swabi/Nowshera      | 30 537                 | 57 011                 |
| Rajanpur (PB) Gwadar (BA) Chowk Azam (PB) Jalalpur Jattan (PB) Kharian (PB) Shahdadpur (SD) Sangla Hill (PB) Kot Radha Kishan (PB) Thatta (SD) Farooqabad (PB) Sehwan Sharif (SD) Jampur (PB) Gambat (SD) Nankana Sahib (PB) Topi (KP) Rohri (SD) Rabwah (PB) Batkhela (KP) | 221                           | Chaubara             | Pendjab            | Layyah              | -                      | 57 002                 |
| Rajanpur (PB) Gwadar (BA) Chowk Azam (PB) Jalalpur Jattan (PB) Kharian (PB) Shahdadpur (SD) Sangla Hill (PB) Kot Radha Kishan (PB) Thatta (SD) Farooqabad (PB) Sehwan Sharif (SD) Jampur (PB) Gambat (SD) Nankana Sahib (PB) Topi (KP) Rohri (SD) Rabwah (PB) Batkhela (KP) | 222                           | Jamrud               | Khyber Pakhtunkhwa | Khyber              | 32 039                 | 56 642                 |
| Rajanpur (PB) Gwadar (BA) Chowk Azam (PB) Jalalpur Jattan (PB) Kharian (PB) Shahdadpur (SD) Sangla Hill (PB) Kot Radha Kishan (PB) Thatta (SD) Farooqabad (PB) Sehwan Sharif (SD) Jampur (PB) Gambat (SD) Nankana Sahib (PB) Topi (KP) Rohri (SD) Rabwah (PB) Batkhela (KP) | 223                           | Jand                 | Pendjab            | Attock              | 17 284                 | 56 254                 |
| Rajanpur (PB) Gwadar (BA) Chowk Azam (PB) Jalalpur Jattan (PB) Kharian (PB) Shahdadpur (SD) Sangla Hill (PB) Kot Radha Kishan (PB) Thatta (SD) Farooqabad (PB) Sehwan Sharif (SD) Jampur (PB) Gambat (SD) Nankana Sahib (PB) Topi (KP) Rohri (SD) Rabwah (PB) Batkhela (KP) | 224                           | Khalabat             | Khyber Pakhtunkhwa | Haripur             | 33 938                 | 55 850                 |
| Rajanpur (PB) Gwadar (BA) Chowk Azam (PB) Jalalpur Jattan (PB) Kharian (PB) Shahdadpur (SD) Sangla Hill (PB) Kot Radha Kishan (PB) Thatta (SD) Farooqabad (PB) Sehwan Sharif (SD) Jampur (PB) Gambat (SD) Nankana Sahib (PB) Topi (KP) Rohri (SD) Rabwah (PB) Batkhela (KP) | 225                           | Ahmadabad            | Pendjab            | Okara               | 16 273                 | 54 860                 |
| Rajanpur (PB) Gwadar (BA) Chowk Azam (PB) Jalalpur Jattan (PB) Kharian (PB) Shahdadpur (SD) Sangla Hill (PB) Kot Radha Kishan (PB) Thatta (SD) Farooqabad (PB) Sehwan Sharif (SD) Jampur (PB) Gambat (SD) Nankana Sahib (PB) Topi (KP) Rohri (SD) Rabwah (PB) Batkhela (KP) | 226                           | Pir Jo Goth          | Sind               | Khairpur            | 30 285                 | 54 266                 |
| Rajanpur (PB) Gwadar (BA) Chowk Azam (PB) Jalalpur Jattan (PB) Kharian (PB) Shahdadpur (SD) Sangla Hill (PB) Kot Radha Kishan (PB) Thatta (SD) Farooqabad (PB) Sehwan Sharif (SD) Jampur (PB) Gambat (SD) Nankana Sahib (PB) Topi (KP) Rohri (SD) Rabwah (PB) Batkhela (KP) | 227                           | Safdarabad           | Pendjab            | Sheikhupura         | 20 540                 | 54 242                 |
| Rajanpur (PB) Gwadar (BA) Chowk Azam (PB) Jalalpur Jattan (PB) Kharian (PB) Shahdadpur (SD) Sangla Hill (PB) Kot Radha Kishan (PB) Thatta (SD) Farooqabad (PB) Sehwan Sharif (SD) Jampur (PB) Gambat (SD) Nankana Sahib (PB) Topi (KP) Rohri (SD) Rabwah (PB) Batkhela (KP) | 228                           | Makli                | Sind               | Thatta              | -                      | 54 137                 |
| Rajanpur (PB) Gwadar (BA) Chowk Azam (PB) Jalalpur Jattan (PB) Kharian (PB) Shahdadpur (SD) Sangla Hill (PB) Kot Radha Kishan (PB) Thatta (SD) Farooqabad (PB) Sehwan Sharif (SD) Jampur (PB) Gambat (SD) Nankana Sahib (PB) Topi (KP) Rohri (SD) Rabwah (PB) Batkhela (KP) | 229                           | Naudero              | Sind               | Larkana             | 28 150                 | 52 846                 |
| Rajanpur (PB) Gwadar (BA) Chowk Azam (PB) Jalalpur Jattan (PB) Kharian (PB) Shahdadpur (SD) Sangla Hill (PB) Kot Radha Kishan (PB) Thatta (SD) Farooqabad (PB) Sehwan Sharif (SD) Jampur (PB) Gambat (SD) Nankana Sahib (PB) Topi (KP) Rohri (SD) Rabwah (PB) Batkhela (KP) | 230                           | Pabbi                | Khyber Pakhtunkhwa | Nowshera/Peshawar   | 30 946                 | 52 701                 |
| Rajanpur (PB) Gwadar (BA) Chowk Azam (PB) Jalalpur Jattan (PB) Kharian (PB) Shahdadpur (SD) Sangla Hill (PB) Kot Radha Kishan (PB) Thatta (SD) Farooqabad (PB) Sehwan Sharif (SD) Jampur (PB) Gambat (SD) Nankana Sahib (PB) Topi (KP) Rohri (SD) Rabwah (PB) Batkhela (KP) | 231                           | Zafarwal             | Pendjab            | Narowal             | 19 824                 | 52 639                 |
| Rajanpur (PB) Gwadar (BA) Chowk Azam (PB) Jalalpur Jattan (PB) Kharian (PB) Shahdadpur (SD) Sangla Hill (PB) Kot Radha Kishan (PB) Thatta (SD) Farooqabad (PB) Sehwan Sharif (SD) Jampur (PB) Gambat (SD) Nankana Sahib (PB) Topi (KP) Rohri (SD) Rabwah (PB) Batkhela (KP) | 232                           | Lalian               | Pendjab            | Chiniot             | 28 268                 | 52 542                 |
| Rajanpur (PB) Gwadar (BA) Chowk Azam (PB) Jalalpur Jattan (PB) Kharian (PB) Shahdadpur (SD) Sangla Hill (PB) Kot Radha Kishan (PB) Thatta (SD) Farooqabad (PB) Sehwan Sharif (SD) Jampur (PB) Gambat (SD) Nankana Sahib (PB) Topi (KP) Rohri (SD) Rabwah (PB) Batkhela (KP) | 233                           | Qabula               | Pendjab            | Chiniot             | -                      | 52 495                 |
| Rajanpur (PB) Gwadar (BA) Chowk Azam (PB) Jalalpur Jattan (PB) Kharian (PB) Shahdadpur (SD) Sangla Hill (PB) Kot Radha Kishan (PB) Thatta (SD) Farooqabad (PB) Sehwan Sharif (SD) Jampur (PB) Gambat (SD) Nankana Sahib (PB) Topi (KP) Rohri (SD) Rabwah (PB) Batkhela (KP) | 234                           | Mithi                | Sind               | Tharparkar          | 19 697                 | 52 376                 |
| Rajanpur (PB) Gwadar (BA) Chowk Azam (PB) Jalalpur Jattan (PB) Kharian (PB) Shahdadpur (SD) Sangla Hill (PB) Kot Radha Kishan (PB) Thatta (SD) Farooqabad (PB) Sehwan Sharif (SD) Jampur (PB) Gambat (SD) Nankana Sahib (PB) Topi (KP) Rohri (SD) Rabwah (PB) Batkhela (KP) | 235                           | Fatehpur             | Pendjab            | Layyah              | 15 748                 | 52 255                 |
| Rajanpur (PB) Gwadar (BA) Chowk Azam (PB) Jalalpur Jattan (PB) Kharian (PB) Shahdadpur (SD) Sangla Hill (PB) Kot Radha Kishan (PB) Thatta (SD) Farooqabad (PB) Sehwan Sharif (SD) Jampur (PB) Gambat (SD) Nankana Sahib (PB) Topi (KP) Rohri (SD) Rabwah (PB) Batkhela (KP) | 236                           | Dunyapur             | Pendjab            | Lodhran             | 29 513                 | 51 888                 |
| Rajanpur (PB) Gwadar (BA) Chowk Azam (PB) Jalalpur Jattan (PB) Kharian (PB) Shahdadpur (SD) Sangla Hill (PB) Kot Radha Kishan (PB) Thatta (SD) Farooqabad (PB) Sehwan Sharif (SD) Jampur (PB) Gambat (SD) Nankana Sahib (PB) Topi (KP) Rohri (SD) Rabwah (PB) Batkhela (KP) | 237                           | Matta                | Khyber Pakhtunkhwa | Swat                | -                      | 51 821                 |
| Rajanpur (PB) Gwadar (BA) Chowk Azam (PB) Jalalpur Jattan (PB) Kharian (PB) Shahdadpur (SD) Sangla Hill (PB) Kot Radha Kishan (PB) Thatta (SD) Farooqabad (PB) Sehwan Sharif (SD) Jampur (PB) Gambat (SD) Nankana Sahib (PB) Topi (KP) Rohri (SD) Rabwah (PB) Batkhela (KP) | 238                           | Mananwala            | Pendjab            | Sheikhupura         | 25 564                 | 51 746                 |
| Rajanpur (PB) Gwadar (BA) Chowk Azam (PB) Jalalpur Jattan (PB) Kharian (PB) Shahdadpur (SD) Sangla Hill (PB) Kot Radha Kishan (PB) Thatta (SD) Farooqabad (PB) Sehwan Sharif (SD) Jampur (PB) Gambat (SD) Nankana Sahib (PB) Topi (KP) Rohri (SD) Rabwah (PB) Batkhela (KP) | 239                           | Thatta               | Sind               | Thatta              | 36 915                 | 51 723                 |
| Rajanpur (PB) Gwadar (BA) Chowk Azam (PB) Jalalpur Jattan (PB) Kharian (PB) Shahdadpur (SD) Sangla Hill (PB) Kot Radha Kishan (PB) Thatta (SD) Farooqabad (PB) Sehwan Sharif (SD) Jampur (PB) Gambat (SD) Nankana Sahib (PB) Topi (KP) Rohri (SD) Rabwah (PB) Batkhela (KP) | 240                           | Malakwal             | Pendjab            | Mandi Bahauddin     | 30 851                 | 51 327                 |
| Rajanpur (PB) Gwadar (BA) Chowk Azam (PB) Jalalpur Jattan (PB) Kharian (PB) Shahdadpur (SD) Sangla Hill (PB) Kot Radha Kishan (PB) Thatta (SD) Farooqabad (PB) Sehwan Sharif (SD) Jampur (PB) Gambat (SD) Nankana Sahib (PB) Topi (KP) Rohri (SD) Rabwah (PB) Batkhela (KP) | 241                           | Ubauro               | Sind               | Ghotki              | 21 299                 | 50 981                 |
| Rajanpur (PB) Gwadar (BA) Chowk Azam (PB) Jalalpur Jattan (PB) Kharian (PB) Shahdadpur (SD) Sangla Hill (PB) Kot Radha Kishan (PB) Thatta (SD) Farooqabad (PB) Sehwan Sharif (SD) Jampur (PB) Gambat (SD) Nankana Sahib (PB) Topi (KP) Rohri (SD) Rabwah (PB) Batkhela (KP) | 242                           | Khairpur Nathan Shah | Sind               | Dadu                | 26 012                 | 50 786                 |
| Rajanpur (PB) Gwadar (BA) Chowk Azam (PB) Jalalpur Jattan (PB) Kharian (PB) Shahdadpur (SD) Sangla Hill (PB) Kot Radha Kishan (PB) Thatta (SD) Farooqabad (PB) Sehwan Sharif (SD) Jampur (PB) Gambat (SD) Nankana Sahib (PB) Topi (KP) Rohri (SD) Rabwah (PB) Batkhela (KP) | 243                           | Sukheke              | Pendjab            | Hafizabad           | 28 245                 | 50 458                 |
| Rajanpur (PB) Gwadar (BA) Chowk Azam (PB) Jalalpur Jattan (PB) Kharian (PB) Shahdadpur (SD) Sangla Hill (PB) Kot Radha Kishan (PB) Thatta (SD) Farooqabad (PB) Sehwan Sharif (SD) Jampur (PB) Gambat (SD) Nankana Sahib (PB) Topi (KP) Rohri (SD) Rabwah (PB) Batkhela (KP) | 244                           | Jehanian             | Pendjab            | Khanewal            | 24 871                 | 50 318                 |
| Rajanpur (PB) Gwadar (BA) Chowk Azam (PB) Jalalpur Jattan (PB) Kharian (PB) Shahdadpur (SD) Sangla Hill (PB) Kot Radha Kishan (PB) Thatta (SD) Farooqabad (PB) Sehwan Sharif (SD) Jampur (PB) Gambat (SD) Nankana Sahib (PB) Topi (KP) Rohri (SD) Rabwah (PB) Batkhela (KP) | Recensements de 1998 et 2023, |                      |                    |                     |                        |                        |

### De50 000à25 000habitants
| Zhob (BA) Timergara (KP) Khalabat (KP) Bannu (KP) Pir Jo Goth (SD) Risalpur (KP) Malakwal (PB) Bhera (PB) Chitral (KP) Narang (PB) | Rang                         | Ville                 | Province           | District             | Population (rec. 1998) | Population (rec. 2023) |
| --- | ---------------------------- | --------------------- | ------------------ | -------------------- | ---------------------- | ---------------------- |
| Zhob (BA) Timergara (KP) Khalabat (KP) Bannu (KP) Pir Jo Goth (SD) Risalpur (KP) Malakwal (PB) Bhera (PB) Chitral (KP) Narang (PB) | 245                          | Tandlianwala          | Pendjab            | Faisalabad           | 33 838                 | 49 680                 |
| Zhob (BA) Timergara (KP) Khalabat (KP) Bannu (KP) Pir Jo Goth (SD) Risalpur (KP) Malakwal (PB) Bhera (PB) Chitral (KP) Narang (PB) | 246                          | Sillanwali            | Pendjab            | Sargodha             | 23 076                 | 49 311                 |
| Zhob (BA) Timergara (KP) Khalabat (KP) Bannu (KP) Pir Jo Goth (SD) Risalpur (KP) Malakwal (PB) Bhera (PB) Chitral (KP) Narang (PB) | 247                          | Tump                  | Baloutchistan      | Kech                 | -                      | 49 269                 |
| Zhob (BA) Timergara (KP) Khalabat (KP) Bannu (KP) Pir Jo Goth (SD) Risalpur (KP) Malakwal (PB) Bhera (PB) Chitral (KP) Narang (PB) | 248                          | Tank                  | Khyber Pakhtunkhwa | Tank                 | 33 930                 | 49 172                 |
| Zhob (BA) Timergara (KP) Khalabat (KP) Bannu (KP) Pir Jo Goth (SD) Risalpur (KP) Malakwal (PB) Bhera (PB) Chitral (KP) Narang (PB) | 249                          | Kundian               | Pendjab            | Mianwali             | 32 607                 | 48 658                 |
| Zhob (BA) Timergara (KP) Khalabat (KP) Bannu (KP) Pir Jo Goth (SD) Risalpur (KP) Malakwal (PB) Bhera (PB) Chitral (KP) Narang (PB) | 250                          | Nushki                | Baloutchistan      | Nushki               | 23 948                 | 48 572                 |
| Zhob (BA) Timergara (KP) Khalabat (KP) Bannu (KP) Pir Jo Goth (SD) Risalpur (KP) Malakwal (PB) Bhera (PB) Chitral (KP) Narang (PB) | 251                          | Khudian               | Pendjab            | Kasur                | 23 127                 | 48 519                 |
| Zhob (BA) Timergara (KP) Khalabat (KP) Bannu (KP) Pir Jo Goth (SD) Risalpur (KP) Malakwal (PB) Bhera (PB) Chitral (KP) Narang (PB) | 253                          | Nall                  | Baloutchistan      | Khuzdar              | -                      | 48 481                 |
| Zhob (BA) Timergara (KP) Khalabat (KP) Bannu (KP) Pir Jo Goth (SD) Risalpur (KP) Malakwal (PB) Bhera (PB) Chitral (KP) Narang (PB) | 254                          | Bannu                 | Khyber Pakhtunkhwa | Bannu                | 46 896                 | 48 398                 |
| Zhob (BA) Timergara (KP) Khalabat (KP) Bannu (KP) Pir Jo Goth (SD) Risalpur (KP) Malakwal (PB) Bhera (PB) Chitral (KP) Narang (PB) | 255                          | Sharaqpur             | Pendjab            | Sheikhupura          | 28 186                 | 48 019                 |
| Zhob (BA) Timergara (KP) Khalabat (KP) Bannu (KP) Pir Jo Goth (SD) Risalpur (KP) Malakwal (PB) Bhera (PB) Chitral (KP) Narang (PB) | 256                          | Timergara             | Khyber Pakhtunkhwa | Bas-Dir              | 43 774                 | 47 860                 |
| Zhob (BA) Timergara (KP) Khalabat (KP) Bannu (KP) Pir Jo Goth (SD) Risalpur (KP) Malakwal (PB) Bhera (PB) Chitral (KP) Narang (PB) | 257                          | Dir                   | Khyber Pakhtunkhwa | Haut-Dir             | 22 901                 | 47 842                 |
| Zhob (BA) Timergara (KP) Khalabat (KP) Bannu (KP) Pir Jo Goth (SD) Risalpur (KP) Malakwal (PB) Bhera (PB) Chitral (KP) Narang (PB) | 258                          | Pir Mahal             | Pendjab            | Toba Tek Singh       | 29 976                 | 47 376                 |
| Zhob (BA) Timergara (KP) Khalabat (KP) Bannu (KP) Pir Jo Goth (SD) Risalpur (KP) Malakwal (PB) Bhera (PB) Chitral (KP) Narang (PB) | 259                          | Muhammadpur Diwan     | Pendjab            | Rajanpur             | -                      | 47 331                 |
| Zhob (BA) Timergara (KP) Khalabat (KP) Bannu (KP) Pir Jo Goth (SD) Risalpur (KP) Malakwal (PB) Bhera (PB) Chitral (KP) Narang (PB) | 260                          | Khairpur Tamewali     | Pendjab            | Bahawalpur           | 26 854                 | 47 284                 |
| Zhob (BA) Timergara (KP) Khalabat (KP) Bannu (KP) Pir Jo Goth (SD) Risalpur (KP) Malakwal (PB) Bhera (PB) Chitral (KP) Narang (PB) | 261                          | Shorkot               | Pendjab            | Jhang                | 27 276                 | 47 248                 |
| Zhob (BA) Timergara (KP) Khalabat (KP) Bannu (KP) Pir Jo Goth (SD) Risalpur (KP) Malakwal (PB) Bhera (PB) Chitral (KP) Narang (PB) | 262                          | Zhob                  | Baloutchistan      | Zhob                 | 44 248                 | 46 976                 |
| Zhob (BA) Timergara (KP) Khalabat (KP) Bannu (KP) Pir Jo Goth (SD) Risalpur (KP) Malakwal (PB) Bhera (PB) Chitral (KP) Narang (PB) | 263                          | Khanozai              | Baloutchistan      | Pishin               | -                      | 46 682                 |
| Zhob (BA) Timergara (KP) Khalabat (KP) Bannu (KP) Pir Jo Goth (SD) Risalpur (KP) Malakwal (PB) Bhera (PB) Chitral (KP) Narang (PB) | 264                          | Saranan               | Baloutchistan      | Pishin               | -                      | 46 512                 |
| Zhob (BA) Timergara (KP) Khalabat (KP) Bannu (KP) Pir Jo Goth (SD) Risalpur (KP) Malakwal (PB) Bhera (PB) Chitral (KP) Narang (PB) | 265                          | Tordher               | Khyber Pakhtunkhwa | Swabi                | 27 574                 | 46 320                 |
| Zhob (BA) Timergara (KP) Khalabat (KP) Bannu (KP) Pir Jo Goth (SD) Risalpur (KP) Malakwal (PB) Bhera (PB) Chitral (KP) Narang (PB) | 266                          | Sanjawi               | Baloutchistan      | Ziarat               | 21 297                 | 45 539                 |
| Zhob (BA) Timergara (KP) Khalabat (KP) Bannu (KP) Pir Jo Goth (SD) Risalpur (KP) Malakwal (PB) Bhera (PB) Chitral (KP) Narang (PB) | 267                          | Bhit Shah             | Sind               | Matiari              | 16 683                 | 45 345                 |
| Zhob (BA) Timergara (KP) Khalabat (KP) Bannu (KP) Pir Jo Goth (SD) Risalpur (KP) Malakwal (PB) Bhera (PB) Chitral (KP) Narang (PB) | 268                          | Hadali                | Pendjab            | Khushab              | 39 723                 | 45 302                 |
| Zhob (BA) Timergara (KP) Khalabat (KP) Bannu (KP) Pir Jo Goth (SD) Risalpur (KP) Malakwal (PB) Bhera (PB) Chitral (KP) Narang (PB) | 269                          | Machh                 | Baloutchistan      | Kachhi               | 19 140                 | 44 542                 |
| Zhob (BA) Timergara (KP) Khalabat (KP) Bannu (KP) Pir Jo Goth (SD) Risalpur (KP) Malakwal (PB) Bhera (PB) Chitral (KP) Narang (PB) | 267                          | Kalat                 | Baloutchistan      | Kalat                | 22 646                 | 44 440                 |
| Zhob (BA) Timergara (KP) Khalabat (KP) Bannu (KP) Pir Jo Goth (SD) Risalpur (KP) Malakwal (PB) Bhera (PB) Chitral (KP) Narang (PB) | 268                          | Jalalpur Bhattian     | Pendjab            | Hafizabad            | 21 248                 | 44 421                 |
| Zhob (BA) Timergara (KP) Khalabat (KP) Bannu (KP) Pir Jo Goth (SD) Risalpur (KP) Malakwal (PB) Bhera (PB) Chitral (KP) Narang (PB) | 269                          | Kandiaro              | Sind               | Naushahro Feroze     | 21 957                 | 44 382                 |
| Zhob (BA) Timergara (KP) Khalabat (KP) Bannu (KP) Pir Jo Goth (SD) Risalpur (KP) Malakwal (PB) Bhera (PB) Chitral (KP) Narang (PB) | 270                          | Hazro                 | Pendjab            | Attock               | 27 426                 | 44 242                 |
| Zhob (BA) Timergara (KP) Khalabat (KP) Bannu (KP) Pir Jo Goth (SD) Risalpur (KP) Malakwal (PB) Bhera (PB) Chitral (KP) Narang (PB) | 271                          | Badah                 | Sind               | Larkana              | 33 205                 | 43 756                 |
| Zhob (BA) Timergara (KP) Khalabat (KP) Bannu (KP) Pir Jo Goth (SD) Risalpur (KP) Malakwal (PB) Bhera (PB) Chitral (KP) Narang (PB) | 272                          | Hangu                 | Khyber Pakhtunkhwa | Hangu                | 29 986                 | 43 642                 |
| Zhob (BA) Timergara (KP) Khalabat (KP) Bannu (KP) Pir Jo Goth (SD) Risalpur (KP) Malakwal (PB) Bhera (PB) Chitral (KP) Narang (PB) | 273                          | Pasni                 | Baloutchistan      | Gwadar               | 29 538                 | 43 494                 |
| Zhob (BA) Timergara (KP) Khalabat (KP) Bannu (KP) Pir Jo Goth (SD) Risalpur (KP) Malakwal (PB) Bhera (PB) Chitral (KP) Narang (PB) | 274                          | Ghauspur              | Sind               | Kashmore             | 25 081                 | 43 476                 |
| Zhob (BA) Timergara (KP) Khalabat (KP) Bannu (KP) Pir Jo Goth (SD) Risalpur (KP) Malakwal (PB) Bhera (PB) Chitral (KP) Narang (PB) | 275                          | Bhan                  | Sind               | Jamshoro             | 14 241                 | 43 108                 |
| Zhob (BA) Timergara (KP) Khalabat (KP) Bannu (KP) Pir Jo Goth (SD) Risalpur (KP) Malakwal (PB) Bhera (PB) Chitral (KP) Narang (PB) | 276                          | Huramzai              | Baloutchistan      | Pishin               | -                      | 42 945                 |
| Zhob (BA) Timergara (KP) Khalabat (KP) Bannu (KP) Pir Jo Goth (SD) Risalpur (KP) Malakwal (PB) Bhera (PB) Chitral (KP) Narang (PB) | 277                          | Vehowa                | Pendjab            | Taunsa               | -                      | 42 418                 |
| Zhob (BA) Timergara (KP) Khalabat (KP) Bannu (KP) Pir Jo Goth (SD) Risalpur (KP) Malakwal (PB) Bhera (PB) Chitral (KP) Narang (PB) | 278                          | Garh Maharaja         | Pendjab            | Jhang                | 25 094                 | 42 401                 |
| Zhob (BA) Timergara (KP) Khalabat (KP) Bannu (KP) Pir Jo Goth (SD) Risalpur (KP) Malakwal (PB) Bhera (PB) Chitral (KP) Narang (PB) | 279                          | Shahpur Chakar        | Sind               | Sanghar              | 18 361                 | 42 365                 |
| Zhob (BA) Timergara (KP) Khalabat (KP) Bannu (KP) Pir Jo Goth (SD) Risalpur (KP) Malakwal (PB) Bhera (PB) Chitral (KP) Narang (PB) | 280                          | Amangarh              | Khyber Pakhtunkhwa | Nowshera             | 21 476                 | 42 159                 |
| Zhob (BA) Timergara (KP) Khalabat (KP) Bannu (KP) Pir Jo Goth (SD) Risalpur (KP) Malakwal (PB) Bhera (PB) Chitral (KP) Narang (PB) | 281                          | Paroa                 | Khyber Pakhtunkhwa | Dera Ismail Khan     | -                      | 42 005                 |
| Zhob (BA) Timergara (KP) Khalabat (KP) Bannu (KP) Pir Jo Goth (SD) Risalpur (KP) Malakwal (PB) Bhera (PB) Chitral (KP) Narang (PB) | 282                          | Jatia                 | Sind               | Sanghar              | -                      | 41 993                 |
| Zhob (BA) Timergara (KP) Khalabat (KP) Bannu (KP) Pir Jo Goth (SD) Risalpur (KP) Malakwal (PB) Bhera (PB) Chitral (KP) Narang (PB) | 283                          | Choti Zareen          | Pendjab            | Dera Ghazi Khan      | -                      | 41 789                 |
| Zhob (BA) Timergara (KP) Khalabat (KP) Bannu (KP) Pir Jo Goth (SD) Risalpur (KP) Malakwal (PB) Bhera (PB) Chitral (KP) Narang (PB) | 284                          | Digri                 | Sind               | Mirpur Khas          | 27 027                 | 41 774                 |
| Zhob (BA) Timergara (KP) Khalabat (KP) Bannu (KP) Pir Jo Goth (SD) Risalpur (KP) Malakwal (PB) Bhera (PB) Chitral (KP) Narang (PB) | 285                          | Malka Hans            | Pendjab            | Pakpattan            | -                      | 41 737                 |
| Zhob (BA) Timergara (KP) Khalabat (KP) Bannu (KP) Pir Jo Goth (SD) Risalpur (KP) Malakwal (PB) Bhera (PB) Chitral (KP) Narang (PB) | 286                          | Tando Ghulam Hyder    | Sind               | Tando Muhammad Khan  | -                      | 41 277                 |
| Zhob (BA) Timergara (KP) Khalabat (KP) Bannu (KP) Pir Jo Goth (SD) Risalpur (KP) Malakwal (PB) Bhera (PB) Chitral (KP) Narang (PB) | 287                          | Tando Jan Mohammad    | Sind               | Mirpur Khas          | 13 619                 | 41 188                 |
| Zhob (BA) Timergara (KP) Khalabat (KP) Bannu (KP) Pir Jo Goth (SD) Risalpur (KP) Malakwal (PB) Bhera (PB) Chitral (KP) Narang (PB) | 288                          | Washuk                | Baloutchistan      | Washuk               | -                      | 41 107                 |
| Zhob (BA) Timergara (KP) Khalabat (KP) Bannu (KP) Pir Jo Goth (SD) Risalpur (KP) Malakwal (PB) Bhera (PB) Chitral (KP) Narang (PB) | 289                          | Choa Saidanshah       | Pendjab            | Chakwal              | 13 418                 | 41 074                 |
| Zhob (BA) Timergara (KP) Khalabat (KP) Bannu (KP) Pir Jo Goth (SD) Risalpur (KP) Malakwal (PB) Bhera (PB) Chitral (KP) Narang (PB) | 290                          | Miani                 | Pendjab            | Sargodha             | 13 008                 | 40 781                 |
| Zhob (BA) Timergara (KP) Khalabat (KP) Bannu (KP) Pir Jo Goth (SD) Risalpur (KP) Malakwal (PB) Bhera (PB) Chitral (KP) Narang (PB) | 291                          | Nawanshehr            | Khyber Pakhtunkhwa | Abbottabad           | 19 871                 | 40 711                 |
| Zhob (BA) Timergara (KP) Khalabat (KP) Bannu (KP) Pir Jo Goth (SD) Risalpur (KP) Malakwal (PB) Bhera (PB) Chitral (KP) Narang (PB) | 292                          | Dajal                 | Pendjab            | Rajanpur             | 15 197                 | 40 666                 |
| Zhob (BA) Timergara (KP) Khalabat (KP) Bannu (KP) Pir Jo Goth (SD) Risalpur (KP) Malakwal (PB) Bhera (PB) Chitral (KP) Narang (PB) | 293                          | Sanawan               | Pendjab            | Muzaffargarh         | -                      | 40 593                 |
| Zhob (BA) Timergara (KP) Khalabat (KP) Bannu (KP) Pir Jo Goth (SD) Risalpur (KP) Malakwal (PB) Bhera (PB) Chitral (KP) Narang (PB) | 294                          | Mastung               | Baloutchistan      | Mastung              | 24 131                 | 40 374                 |
| Zhob (BA) Timergara (KP) Khalabat (KP) Bannu (KP) Pir Jo Goth (SD) Risalpur (KP) Malakwal (PB) Bhera (PB) Chitral (KP) Narang (PB) | 295                          | Choondiko             | Sind               | Khairpur             | -                      | 40 305                 |
| Zhob (BA) Timergara (KP) Khalabat (KP) Bannu (KP) Pir Jo Goth (SD) Risalpur (KP) Malakwal (PB) Bhera (PB) Chitral (KP) Narang (PB) | 296                          | Mamu Kanjan           | Pendjab            | Faisalabad           | 27 846                 | 40 249                 |
| Zhob (BA) Timergara (KP) Khalabat (KP) Bannu (KP) Pir Jo Goth (SD) Risalpur (KP) Malakwal (PB) Bhera (PB) Chitral (KP) Narang (PB) | 297                          | Gharo                 | Sind               | Thatta               | 16 541                 | 40 220                 |
| Zhob (BA) Timergara (KP) Khalabat (KP) Bannu (KP) Pir Jo Goth (SD) Risalpur (KP) Malakwal (PB) Bhera (PB) Chitral (KP) Narang (PB) | 298                          | Johi                  | Sind               | Dadu                 | 17 997                 | 40 086                 |
| Zhob (BA) Timergara (KP) Khalabat (KP) Bannu (KP) Pir Jo Goth (SD) Risalpur (KP) Malakwal (PB) Bhera (PB) Chitral (KP) Narang (PB) | 299                          | Sadda                 | Khyber Pakhtunkhwa | Kurram               | 17 103                 | 39 888                 |
| Zhob (BA) Timergara (KP) Khalabat (KP) Bannu (KP) Pir Jo Goth (SD) Risalpur (KP) Malakwal (PB) Bhera (PB) Chitral (KP) Narang (PB) | 300                          | Bhawana               | Pendjab            | Chiniot              | 13 997                 | 39 270                 |
| Zhob (BA) Timergara (KP) Khalabat (KP) Bannu (KP) Pir Jo Goth (SD) Risalpur (KP) Malakwal (PB) Bhera (PB) Chitral (KP) Narang (PB) | 301                          | Dunga Bunga           | Pendjab            | Bahawalnagar         | 22 472                 | 39 150                 |
| Zhob (BA) Timergara (KP) Khalabat (KP) Bannu (KP) Pir Jo Goth (SD) Risalpur (KP) Malakwal (PB) Bhera (PB) Chitral (KP) Narang (PB) | 302                          | Kamar Mushani         | Pendjab            | Mianwali             | 13 758                 | 39 013                 |
| Zhob (BA) Timergara (KP) Khalabat (KP) Bannu (KP) Pir Jo Goth (SD) Risalpur (KP) Malakwal (PB) Bhera (PB) Chitral (KP) Narang (PB) | 303                          | Therhi                | Sind               | Khairpur             | 19 302                 | 38 765                 |
| Zhob (BA) Timergara (KP) Khalabat (KP) Bannu (KP) Pir Jo Goth (SD) Risalpur (KP) Malakwal (PB) Bhera (PB) Chitral (KP) Narang (PB) | 304                          | Sujawal               | Sind               | Sujawal              | 23 286                 | 38 736                 |
| Zhob (BA) Timergara (KP) Khalabat (KP) Bannu (KP) Pir Jo Goth (SD) Risalpur (KP) Malakwal (PB) Bhera (PB) Chitral (KP) Narang (PB) | 305                          | Faqirabad             | Sind               | Khairpur             | 15 852                 | 38 630                 |
| Zhob (BA) Timergara (KP) Khalabat (KP) Bannu (KP) Pir Jo Goth (SD) Risalpur (KP) Malakwal (PB) Bhera (PB) Chitral (KP) Narang (PB) | 306                          | Kanganpur             | Pendjab            | Kasur                | 18 643                 | 38 568                 |
| Zhob (BA) Timergara (KP) Khalabat (KP) Bannu (KP) Pir Jo Goth (SD) Risalpur (KP) Malakwal (PB) Bhera (PB) Chitral (KP) Narang (PB) | 307                          | Kamir                 | Pendjab            | Sahiwal              | 20 491                 | 38 394                 |
| Zhob (BA) Timergara (KP) Khalabat (KP) Bannu (KP) Pir Jo Goth (SD) Risalpur (KP) Malakwal (PB) Bhera (PB) Chitral (KP) Narang (PB) | 308                          | Warah                 | Sind               | Qambar Shahdadkot    | 15 776                 | 38 394                 |
| Zhob (BA) Timergara (KP) Khalabat (KP) Bannu (KP) Pir Jo Goth (SD) Risalpur (KP) Malakwal (PB) Bhera (PB) Chitral (KP) Narang (PB) | 309                          | Pacca Chang           | Sind               | Khairpur             | 8 506                  | 38 385                 |
| Zhob (BA) Timergara (KP) Khalabat (KP) Bannu (KP) Pir Jo Goth (SD) Risalpur (KP) Malakwal (PB) Bhera (PB) Chitral (KP) Narang (PB) | 310                          | Karor Lal Esan        | Pendjab            | Layyah               | 22 595                 | 38 375                 |
| Zhob (BA) Timergara (KP) Khalabat (KP) Bannu (KP) Pir Jo Goth (SD) Risalpur (KP) Malakwal (PB) Bhera (PB) Chitral (KP) Narang (PB) | 311                          | Nasirabad             | Sind               | Qambar Shahdadkot    | 23 477                 | 38 105                 |
| Zhob (BA) Timergara (KP) Khalabat (KP) Bannu (KP) Pir Jo Goth (SD) Risalpur (KP) Malakwal (PB) Bhera (PB) Chitral (KP) Narang (PB) | 312                          | Landi Kotal           | Khyber Pakhtunkhwa | Kurram               | 22 324                 | 38 065                 |
| Zhob (BA) Timergara (KP) Khalabat (KP) Bannu (KP) Pir Jo Goth (SD) Risalpur (KP) Malakwal (PB) Bhera (PB) Chitral (KP) Narang (PB) | 313                          | Ahmedpur Sial         | Pendjab            | Jhang                | 21 254                 | 37 801                 |
| Zhob (BA) Timergara (KP) Khalabat (KP) Bannu (KP) Pir Jo Goth (SD) Risalpur (KP) Malakwal (PB) Bhera (PB) Chitral (KP) Narang (PB) | 314                          | Daira Din Panah       | Pendjab            | Muzaffargarh         | 12 592                 | 37 644                 |
| Zhob (BA) Timergara (KP) Khalabat (KP) Bannu (KP) Pir Jo Goth (SD) Risalpur (KP) Malakwal (PB) Bhera (PB) Chitral (KP) Narang (PB) | 315                          | Havelian              | Khyber Pakhtunkhwa | Abbottabad           | 19 609                 | 37 509                 |
| Zhob (BA) Timergara (KP) Khalabat (KP) Bannu (KP) Pir Jo Goth (SD) Risalpur (KP) Malakwal (PB) Bhera (PB) Chitral (KP) Narang (PB) | 316                          | Sohawa                | Pendjab            | Jhelum               | 12 708                 | 37 488                 |
| Zhob (BA) Timergara (KP) Khalabat (KP) Bannu (KP) Pir Jo Goth (SD) Risalpur (KP) Malakwal (PB) Bhera (PB) Chitral (KP) Narang (PB) | 317                          | Jhudo                 | Sind               | Mirpur Khas          | 23 603                 | 37 379                 |
| Zhob (BA) Timergara (KP) Khalabat (KP) Bannu (KP) Pir Jo Goth (SD) Risalpur (KP) Malakwal (PB) Bhera (PB) Chitral (KP) Narang (PB) | 318                          | Daharanwala           | Pendjab            | Bahawalnagar         | -                      | 37 126                 |
| Zhob (BA) Timergara (KP) Khalabat (KP) Bannu (KP) Pir Jo Goth (SD) Risalpur (KP) Malakwal (PB) Bhera (PB) Chitral (KP) Narang (PB) | 319                          | Uthal                 | Baloutchistan      | Lasbela              | 13 319                 | 37 071                 |
| Zhob (BA) Timergara (KP) Khalabat (KP) Bannu (KP) Pir Jo Goth (SD) Risalpur (KP) Malakwal (PB) Bhera (PB) Chitral (KP) Narang (PB) | 320                          | Kotli Loharan         | Pendjab            | Sialkot              | 18 374                 | 37 063                 |
| Zhob (BA) Timergara (KP) Khalabat (KP) Bannu (KP) Pir Jo Goth (SD) Risalpur (KP) Malakwal (PB) Bhera (PB) Chitral (KP) Narang (PB) | 321                          | Tando Ghulam Ali      | Sind               | Badin                | 14 058                 | 36 961                 |
| Zhob (BA) Timergara (KP) Khalabat (KP) Bannu (KP) Pir Jo Goth (SD) Risalpur (KP) Malakwal (PB) Bhera (PB) Chitral (KP) Narang (PB) | 322                          | Farooqa               | Pendjab            | Sargodha             | 18 478                 | 36 704                 |
| Zhob (BA) Timergara (KP) Khalabat (KP) Bannu (KP) Pir Jo Goth (SD) Risalpur (KP) Malakwal (PB) Bhera (PB) Chitral (KP) Narang (PB) | 323                          | Bandhi                | Sind               | Shaheed Benazirabad  | 7 610                  | 36 588                 |
| Zhob (BA) Timergara (KP) Khalabat (KP) Bannu (KP) Pir Jo Goth (SD) Risalpur (KP) Malakwal (PB) Bhera (PB) Chitral (KP) Narang (PB) | 324                          | Khewra                | Pendjab            | Jhelum               | 27 826                 | 36 552                 |
| Zhob (BA) Timergara (KP) Khalabat (KP) Bannu (KP) Pir Jo Goth (SD) Risalpur (KP) Malakwal (PB) Bhera (PB) Chitral (KP) Narang (PB) | 325                          | Surab                 | Baloutchistan      | Shaheed Sikandarabad | 11 148                 | 36 468                 |
| Zhob (BA) Timergara (KP) Khalabat (KP) Bannu (KP) Pir Jo Goth (SD) Risalpur (KP) Malakwal (PB) Bhera (PB) Chitral (KP) Narang (PB) | 326                          | Jhawrian              | Pendjab            | Sargodha             | 23 790                 | 36 437                 |
| Zhob (BA) Timergara (KP) Khalabat (KP) Bannu (KP) Pir Jo Goth (SD) Risalpur (KP) Malakwal (PB) Bhera (PB) Chitral (KP) Narang (PB) | 327                          | Kot Diji              | Sind               | Khairpur             | 21 752                 | 36 418                 |
| Zhob (BA) Timergara (KP) Khalabat (KP) Bannu (KP) Pir Jo Goth (SD) Risalpur (KP) Malakwal (PB) Bhera (PB) Chitral (KP) Narang (PB) | 328                          | Trinda Sawai Khan     | Pendjab            | Rahim Yar Khan       | 20 797                 | 36 223                 |
| Zhob (BA) Timergara (KP) Khalabat (KP) Bannu (KP) Pir Jo Goth (SD) Risalpur (KP) Malakwal (PB) Bhera (PB) Chitral (KP) Narang (PB) | 329                          | Risalpur              | Khyber Pakhtunkhwa | Nowshera             | 31 259                 | 36 074                 |
| Zhob (BA) Timergara (KP) Khalabat (KP) Bannu (KP) Pir Jo Goth (SD) Risalpur (KP) Malakwal (PB) Bhera (PB) Chitral (KP) Narang (PB) | 330                          | Kot Samaba            | Pendjab            | Rahim Yar Khan       | 20 332                 | 35 908                 |
| Zhob (BA) Timergara (KP) Khalabat (KP) Bannu (KP) Pir Jo Goth (SD) Risalpur (KP) Malakwal (PB) Bhera (PB) Chitral (KP) Narang (PB) | 331                          | Khan Bela             | Pendjab            | Rahim Yar Khan       | 20 332                 | 35 908                 |
| Zhob (BA) Timergara (KP) Khalabat (KP) Bannu (KP) Pir Jo Goth (SD) Risalpur (KP) Malakwal (PB) Bhera (PB) Chitral (KP) Narang (PB) | 332                          | Daur                  | Sind               | Shaheed Benazirabad  | 14 830                 | 35 662                 |
| Zhob (BA) Timergara (KP) Khalabat (KP) Bannu (KP) Pir Jo Goth (SD) Risalpur (KP) Malakwal (PB) Bhera (PB) Chitral (KP) Narang (PB) | 333                          | Tangi                 | Khyber Pakhtunkhwa | Charsadda            | 25 346                 | 35 659                 |
| Zhob (BA) Timergara (KP) Khalabat (KP) Bannu (KP) Pir Jo Goth (SD) Risalpur (KP) Malakwal (PB) Bhera (PB) Chitral (KP) Narang (PB) | 334                          | Nasirpur              | Sind               | Tando Allahyar       | 9 757                  | 35 397                 |
| Zhob (BA) Timergara (KP) Khalabat (KP) Bannu (KP) Pir Jo Goth (SD) Risalpur (KP) Malakwal (PB) Bhera (PB) Chitral (KP) Narang (PB) | 335                          | Killa Abdullah        | Baloutchistan      | Killa Abdullah       | -                      | 35 384                 |
| Zhob (BA) Timergara (KP) Khalabat (KP) Bannu (KP) Pir Jo Goth (SD) Risalpur (KP) Malakwal (PB) Bhera (PB) Chitral (KP) Narang (PB) | 336                          | Golarchi              | Sind               | Badin                | 14 226                 | 35 313                 |
| Zhob (BA) Timergara (KP) Khalabat (KP) Bannu (KP) Pir Jo Goth (SD) Risalpur (KP) Malakwal (PB) Bhera (PB) Chitral (KP) Narang (PB) | 337                          | Liaquatabad           | Pendjab            | Mianwali             | 25 524                 | 35 297                 |
| Zhob (BA) Timergara (KP) Khalabat (KP) Bannu (KP) Pir Jo Goth (SD) Risalpur (KP) Malakwal (PB) Bhera (PB) Chitral (KP) Narang (PB) | 338                          | Winder                | Baloutchistan      | Lasbela              | 11 569                 | 35 245                 |
| Zhob (BA) Timergara (KP) Khalabat (KP) Bannu (KP) Pir Jo Goth (SD) Risalpur (KP) Malakwal (PB) Bhera (PB) Chitral (KP) Narang (PB) | 339                          | Hajipur               | Pendjab            | Rajanpur             | 25 524                 | 35 087                 |
| Zhob (BA) Timergara (KP) Khalabat (KP) Bannu (KP) Pir Jo Goth (SD) Risalpur (KP) Malakwal (PB) Bhera (PB) Chitral (KP) Narang (PB) | 340                          | Tulamba               | Pendjab            | Khanewal             | 24 120                 | 35 069                 |
| Zhob (BA) Timergara (KP) Khalabat (KP) Bannu (KP) Pir Jo Goth (SD) Risalpur (KP) Malakwal (PB) Bhera (PB) Chitral (KP) Narang (PB) | 341                          | Warburton             | Pendjab            | Nankana Sahib        | 19 621                 | 35 053                 |
| Zhob (BA) Timergara (KP) Khalabat (KP) Bannu (KP) Pir Jo Goth (SD) Risalpur (KP) Malakwal (PB) Bhera (PB) Chitral (KP) Narang (PB) | 342                          | Killa Saifullah       | Baloutchistan      | Killa Saifullah      | 8 129                  | 35 043                 |
| Zhob (BA) Timergara (KP) Khalabat (KP) Bannu (KP) Pir Jo Goth (SD) Risalpur (KP) Malakwal (PB) Bhera (PB) Chitral (KP) Narang (PB) | 343                          | Khanqah Dogran        | Pendjab            | Sheikhupura          | 26 518                 | 34 949                 |
| Zhob (BA) Timergara (KP) Khalabat (KP) Bannu (KP) Pir Jo Goth (SD) Risalpur (KP) Malakwal (PB) Bhera (PB) Chitral (KP) Narang (PB) | 344                          | Sobhodero             | Sind               | Khairpur             | 12 298                 | 34 812                 |
| Zhob (BA) Timergara (KP) Khalabat (KP) Bannu (KP) Pir Jo Goth (SD) Risalpur (KP) Malakwal (PB) Bhera (PB) Chitral (KP) Narang (PB) | 345                          | Mirza                 | Pendjab            | Attock               | -                      | 34 378                 |
| Zhob (BA) Timergara (KP) Khalabat (KP) Bannu (KP) Pir Jo Goth (SD) Risalpur (KP) Malakwal (PB) Bhera (PB) Chitral (KP) Narang (PB) | 346                          | Ranipur               | Sind               | Khairpur             | 19 053                 | 34 337                 |
| Zhob (BA) Timergara (KP) Khalabat (KP) Bannu (KP) Pir Jo Goth (SD) Risalpur (KP) Malakwal (PB) Bhera (PB) Chitral (KP) Narang (PB) | 347                          | Kallur Kot            | Pendjab            | Bhakkar              | 21 770                 | 34 319                 |
| Zhob (BA) Timergara (KP) Khalabat (KP) Bannu (KP) Pir Jo Goth (SD) Risalpur (KP) Malakwal (PB) Bhera (PB) Chitral (KP) Narang (PB) | 348                          | Utmanzai              | Khyber Pakhtunkhwa | Charsadda            | 24 848                 | 34 257                 |
| Zhob (BA) Timergara (KP) Khalabat (KP) Bannu (KP) Pir Jo Goth (SD) Risalpur (KP) Malakwal (PB) Bhera (PB) Chitral (KP) Narang (PB) | 349                          | Zaida                 | Khyber Pakhtunkhwa | Swabi                | 22 656                 | 34 200                 |
| Zhob (BA) Timergara (KP) Khalabat (KP) Bannu (KP) Pir Jo Goth (SD) Risalpur (KP) Malakwal (PB) Bhera (PB) Chitral (KP) Narang (PB) | 350                          | Lakhi                 | Sind               | Shikarpur            | 14 081                 | 33 588                 |
| Zhob (BA) Timergara (KP) Khalabat (KP) Bannu (KP) Pir Jo Goth (SD) Risalpur (KP) Malakwal (PB) Bhera (PB) Chitral (KP) Narang (PB) | 351                          | Shadiwal              | Pendjab            | Gujrat               | 17 678                 | 33 437                 |
| Zhob (BA) Timergara (KP) Khalabat (KP) Bannu (KP) Pir Jo Goth (SD) Risalpur (KP) Malakwal (PB) Bhera (PB) Chitral (KP) Narang (PB) | 352                          | Daud Khel             | Pendjab            | Mianwali             | 22 550                 | 33 141                 |
| Zhob (BA) Timergara (KP) Khalabat (KP) Bannu (KP) Pir Jo Goth (SD) Risalpur (KP) Malakwal (PB) Bhera (PB) Chitral (KP) Narang (PB) | 353                          | Mitha Tiwana          | Pendjab            | Khushab              | 24 062                 | 32 870                 |
| Zhob (BA) Timergara (KP) Khalabat (KP) Bannu (KP) Pir Jo Goth (SD) Risalpur (KP) Malakwal (PB) Bhera (PB) Chitral (KP) Narang (PB) | 354                          | Sita                  | Sind               | Dadu                 | 23 980                 | 32 760                 |
| Zhob (BA) Timergara (KP) Khalabat (KP) Bannu (KP) Pir Jo Goth (SD) Risalpur (KP) Malakwal (PB) Bhera (PB) Chitral (KP) Narang (PB) | 355                          | Setharja              | Sind               | Khairpur             | 27 251                 | 32 741                 |
| Zhob (BA) Timergara (KP) Khalabat (KP) Bannu (KP) Pir Jo Goth (SD) Risalpur (KP) Malakwal (PB) Bhera (PB) Chitral (KP) Narang (PB) | 356                          | Khanqah Sharif        | Pendjab            | Bahawalpur           | -                      | 32 739                 |
| Zhob (BA) Timergara (KP) Khalabat (KP) Bannu (KP) Pir Jo Goth (SD) Risalpur (KP) Malakwal (PB) Bhera (PB) Chitral (KP) Narang (PB) | 357                          | Radhan                | Sind               | Dadu                 | 14 406                 | 32 721                 |
| Zhob (BA) Timergara (KP) Khalabat (KP) Bannu (KP) Pir Jo Goth (SD) Risalpur (KP) Malakwal (PB) Bhera (PB) Chitral (KP) Narang (PB) | 358                          | Khangarh              | Sind               | Ghotki               | -                      | 32 648                 |
| Zhob (BA) Timergara (KP) Khalabat (KP) Bannu (KP) Pir Jo Goth (SD) Risalpur (KP) Malakwal (PB) Bhera (PB) Chitral (KP) Narang (PB) | 359                          | Serai Naurang         | Khyber Pakhtunkhwa | Lakki Marwat         | 16 411                 | 32 330                 |
| Zhob (BA) Timergara (KP) Khalabat (KP) Bannu (KP) Pir Jo Goth (SD) Risalpur (KP) Malakwal (PB) Bhera (PB) Chitral (KP) Narang (PB) | 360                          | Khangarh              | Pendjab            | Muzaffargarh         | 16 899                 | 32 161                 |
| Zhob (BA) Timergara (KP) Khalabat (KP) Bannu (KP) Pir Jo Goth (SD) Risalpur (KP) Malakwal (PB) Bhera (PB) Chitral (KP) Narang (PB) | 361                          | Hingorja              | Sind               | Khairpur             | 19 099                 | 32 159                 |
| Zhob (BA) Timergara (KP) Khalabat (KP) Bannu (KP) Pir Jo Goth (SD) Risalpur (KP) Malakwal (PB) Bhera (PB) Chitral (KP) Narang (PB) | 362                          | Mithiani              | Sind               | Naushahro Feroze     | -                      | 31 936                 |
| Zhob (BA) Timergara (KP) Khalabat (KP) Bannu (KP) Pir Jo Goth (SD) Risalpur (KP) Malakwal (PB) Bhera (PB) Chitral (KP) Narang (PB) | 363                          | Shadan Lund           | Pendjab            | Dera Ghazi Khan      | -                      | 31 541                 |
| Zhob (BA) Timergara (KP) Khalabat (KP) Bannu (KP) Pir Jo Goth (SD) Risalpur (KP) Malakwal (PB) Bhera (PB) Chitral (KP) Narang (PB) | 364                          | Thall                 | Khyber Pakhtunkhwa | Hangu                | 25 355                 | 30 977                 |
| Zhob (BA) Timergara (KP) Khalabat (KP) Bannu (KP) Pir Jo Goth (SD) Risalpur (KP) Malakwal (PB) Bhera (PB) Chitral (KP) Narang (PB) | 365                          | Jamke Cheema          | Pendjab            | Sialkot              | 20 474                 | 30 698                 |
| Zhob (BA) Timergara (KP) Khalabat (KP) Bannu (KP) Pir Jo Goth (SD) Risalpur (KP) Malakwal (PB) Bhera (PB) Chitral (KP) Narang (PB) | 366                          | Qubo Saeed Khan       | Sind               | Qambar Shahdadkot    | -                      | 30 646                 |
| Zhob (BA) Timergara (KP) Khalabat (KP) Bannu (KP) Pir Jo Goth (SD) Risalpur (KP) Malakwal (PB) Bhera (PB) Chitral (KP) Narang (PB) | 367                          | Bhiria                | Sind               | Naushahro Feroze     | 13 099                 | 30 527                 |
| Zhob (BA) Timergara (KP) Khalabat (KP) Bannu (KP) Pir Jo Goth (SD) Risalpur (KP) Malakwal (PB) Bhera (PB) Chitral (KP) Narang (PB) | 368                          | Eminabad              | Pendjab            | Gujranwala           | 19 136                 | 30 399                 |
| Zhob (BA) Timergara (KP) Khalabat (KP) Bannu (KP) Pir Jo Goth (SD) Risalpur (KP) Malakwal (PB) Bhera (PB) Chitral (KP) Narang (PB) | 369                          | Dhanote               | Pendjab            | Lodhran              | 16 100                 | 30 328                 |
| Zhob (BA) Timergara (KP) Khalabat (KP) Bannu (KP) Pir Jo Goth (SD) Risalpur (KP) Malakwal (PB) Bhera (PB) Chitral (KP) Narang (PB) | 370                          | Naukot                | Sind               | Mirpur Khas          | 18 599                 | 30 296                 |
| Zhob (BA) Timergara (KP) Khalabat (KP) Bannu (KP) Pir Jo Goth (SD) Risalpur (KP) Malakwal (PB) Bhera (PB) Chitral (KP) Narang (PB) | 371                          | Athara Hazari         | Pendjab            | Jhang                | -                      | 30 137                 |
| Zhob (BA) Timergara (KP) Khalabat (KP) Bannu (KP) Pir Jo Goth (SD) Risalpur (KP) Malakwal (PB) Bhera (PB) Chitral (KP) Narang (PB) | 372                          | Kot Ghulam Muhammad   | Sind               | Mirpur Khas          | 17 507                 | 30 088                 |
| Zhob (BA) Timergara (KP) Khalabat (KP) Bannu (KP) Pir Jo Goth (SD) Risalpur (KP) Malakwal (PB) Bhera (PB) Chitral (KP) Narang (PB) | 373                          | Akora Khattak         | Khyber Pakhtunkhwa | Nowshera             | 19 530                 | 29 750                 |
| Zhob (BA) Timergara (KP) Khalabat (KP) Bannu (KP) Pir Jo Goth (SD) Risalpur (KP) Malakwal (PB) Bhera (PB) Chitral (KP) Narang (PB) | 374                          | Samma Satta           | Pendjab            | Bahawalpur           | 20 841                 | 29 622                 |
| Zhob (BA) Timergara (KP) Khalabat (KP) Bannu (KP) Pir Jo Goth (SD) Risalpur (KP) Malakwal (PB) Bhera (PB) Chitral (KP) Narang (PB) | 375                          | Tibba Sultanpur       | Pendjab            | Vehari               | 14 789                 | 29 596                 |
| Zhob (BA) Timergara (KP) Khalabat (KP) Bannu (KP) Pir Jo Goth (SD) Risalpur (KP) Malakwal (PB) Bhera (PB) Chitral (KP) Narang (PB) | 376                          | Dhoronaro             | Sind               | Umerkot              | 16 707                 | 29 507                 |
| Zhob (BA) Timergara (KP) Khalabat (KP) Bannu (KP) Pir Jo Goth (SD) Risalpur (KP) Malakwal (PB) Bhera (PB) Chitral (KP) Narang (PB) | 377                          | Bela                  | Baloutchistan      | Lasbela              | 16 705                 | 29 380                 |
| Zhob (BA) Timergara (KP) Khalabat (KP) Bannu (KP) Pir Jo Goth (SD) Risalpur (KP) Malakwal (PB) Bhera (PB) Chitral (KP) Narang (PB) | 378                          | Khoski                | Sind               | Badin                | 6 875                  | 29 324                 |
| Zhob (BA) Timergara (KP) Khalabat (KP) Bannu (KP) Pir Jo Goth (SD) Risalpur (KP) Malakwal (PB) Bhera (PB) Chitral (KP) Narang (PB) | 379                          | Chawinda              | Pendjab            | Sialkot              | 21 071                 | 29 140                 |
| Zhob (BA) Timergara (KP) Khalabat (KP) Bannu (KP) Pir Jo Goth (SD) Risalpur (KP) Malakwal (PB) Bhera (PB) Chitral (KP) Narang (PB) | 380                          | Muslim Bagh           | Baloutchistan      | Killa Saifullah      | 17 170                 | 29 132                 |
| Zhob (BA) Timergara (KP) Khalabat (KP) Bannu (KP) Pir Jo Goth (SD) Risalpur (KP) Malakwal (PB) Bhera (PB) Chitral (KP) Narang (PB) | 381                          | Salehpat              | Sind               | Sukkur               | -                      | 29 068                 |
| Zhob (BA) Timergara (KP) Khalabat (KP) Bannu (KP) Pir Jo Goth (SD) Risalpur (KP) Malakwal (PB) Bhera (PB) Chitral (KP) Narang (PB) | 382                          | Makhdoom Pur Pahuran  | Pendjab            | Khanewal             | 17 613                 | 29 065                 |
| Zhob (BA) Timergara (KP) Khalabat (KP) Bannu (KP) Pir Jo Goth (SD) Risalpur (KP) Malakwal (PB) Bhera (PB) Chitral (KP) Narang (PB) | 383                          | Dera Bugti            | Baloutchistan      | Dera Bugti           | 15 495                 | 28 880                 |
| Zhob (BA) Timergara (KP) Khalabat (KP) Bannu (KP) Pir Jo Goth (SD) Risalpur (KP) Malakwal (PB) Bhera (PB) Chitral (KP) Narang (PB) | 384                          | Awaran                | Baloutchistan      | Awaran               | -                      | 28 780                 |
| Zhob (BA) Timergara (KP) Khalabat (KP) Bannu (KP) Pir Jo Goth (SD) Risalpur (KP) Malakwal (PB) Bhera (PB) Chitral (KP) Narang (PB) | 385                          | Kazi Ahmed            | Sind               | Shaheed Benazirabad  | 16 751                 | 28 610                 |
| Zhob (BA) Timergara (KP) Khalabat (KP) Bannu (KP) Pir Jo Goth (SD) Risalpur (KP) Malakwal (PB) Bhera (PB) Chitral (KP) Narang (PB) | 386                          | Qaimpur               | Pendjab            | Bahawalpur           | -                      | 28 302                 |
| Zhob (BA) Timergara (KP) Khalabat (KP) Bannu (KP) Pir Jo Goth (SD) Risalpur (KP) Malakwal (PB) Bhera (PB) Chitral (KP) Narang (PB) | 387                          | Pind Dadan Khan       | Pendjab            | Jhelum               | 18 766                 | 28 197                 |
| Zhob (BA) Timergara (KP) Khalabat (KP) Bannu (KP) Pir Jo Goth (SD) Risalpur (KP) Malakwal (PB) Bhera (PB) Chitral (KP) Narang (PB) | 388                          | Shahpur Saddar        | Pendjab            | Sargodha             | 15 313                 | 28 183                 |
| Zhob (BA) Timergara (KP) Khalabat (KP) Bannu (KP) Pir Jo Goth (SD) Risalpur (KP) Malakwal (PB) Bhera (PB) Chitral (KP) Narang (PB) | 389                          | Jallah Jeem           | Pendjab            | Vehari               | 12 310                 | 28 096                 |
| Zhob (BA) Timergara (KP) Khalabat (KP) Bannu (KP) Pir Jo Goth (SD) Risalpur (KP) Malakwal (PB) Bhera (PB) Chitral (KP) Narang (PB) | 390                          | Kallar Kahar          | Pendjab            | Chakwal              | -                      | 27 928                 |
| Zhob (BA) Timergara (KP) Khalabat (KP) Bannu (KP) Pir Jo Goth (SD) Risalpur (KP) Malakwal (PB) Bhera (PB) Chitral (KP) Narang (PB) | 391                          | Kalabagh              | Pendjab            | Mianwali             | 14 589                 | 27 916                 |
| Zhob (BA) Timergara (KP) Khalabat (KP) Bannu (KP) Pir Jo Goth (SD) Risalpur (KP) Malakwal (PB) Bhera (PB) Chitral (KP) Narang (PB) | 392                          | Sitpur                | Pendjab            | Muzaffargarh         | -                      | 27 914                 |
| Zhob (BA) Timergara (KP) Khalabat (KP) Bannu (KP) Pir Jo Goth (SD) Risalpur (KP) Malakwal (PB) Bhera (PB) Chitral (KP) Narang (PB) | 393                          | Karampur              | Pendjab            | Vehari               | 9 950                  | 27 840                 |
| Zhob (BA) Timergara (KP) Khalabat (KP) Bannu (KP) Pir Jo Goth (SD) Risalpur (KP) Malakwal (PB) Bhera (PB) Chitral (KP) Narang (PB) | 394                          | Kotla Jam             | Pendjab            | Bhakkar              | -                      | 27 726                 |
| Zhob (BA) Timergara (KP) Khalabat (KP) Bannu (KP) Pir Jo Goth (SD) Risalpur (KP) Malakwal (PB) Bhera (PB) Chitral (KP) Narang (PB) | 395                          | Tharushah             | Sind               | Naushahro Feroze     | 14 973                 | 27 651                 |
| Zhob (BA) Timergara (KP) Khalabat (KP) Bannu (KP) Pir Jo Goth (SD) Risalpur (KP) Malakwal (PB) Bhera (PB) Chitral (KP) Narang (PB) | 396                          | Isakhel               | Pendjab            | Mianwali             | 15 621                 | 27 612                 |
| Zhob (BA) Timergara (KP) Khalabat (KP) Bannu (KP) Pir Jo Goth (SD) Risalpur (KP) Malakwal (PB) Bhera (PB) Chitral (KP) Narang (PB) | 397                          | Mubarakpur            | Pendjab            | Bahawalpur           | -                      | 27 503                 |
| Zhob (BA) Timergara (KP) Khalabat (KP) Bannu (KP) Pir Jo Goth (SD) Risalpur (KP) Malakwal (PB) Bhera (PB) Chitral (KP) Narang (PB) | 398                          | Piryaloi              | Sind               | Khairpur             | 13 985                 | 27 294                 |
| Zhob (BA) Timergara (KP) Khalabat (KP) Bannu (KP) Pir Jo Goth (SD) Risalpur (KP) Malakwal (PB) Bhera (PB) Chitral (KP) Narang (PB) | 399                          | Qadirpur Ran          | Pendjab            | Multan               | 17 520                 | 27 278                 |
| Zhob (BA) Timergara (KP) Khalabat (KP) Bannu (KP) Pir Jo Goth (SD) Risalpur (KP) Malakwal (PB) Bhera (PB) Chitral (KP) Narang (PB) | 400                          | Daultala              | Pendjab            | Rawalpindi           | 10 051                 | 27 237                 |
| Zhob (BA) Timergara (KP) Khalabat (KP) Bannu (KP) Pir Jo Goth (SD) Risalpur (KP) Malakwal (PB) Bhera (PB) Chitral (KP) Narang (PB) | 401                          | Talhar                | Sind               | Badin                | 16 438                 | 27 231                 |
| Zhob (BA) Timergara (KP) Khalabat (KP) Bannu (KP) Pir Jo Goth (SD) Risalpur (KP) Malakwal (PB) Bhera (PB) Chitral (KP) Narang (PB) | 402                          | Shahpur               | Pendjab            | Sargodha             | 12 087                 | 27 217                 |
| Zhob (BA) Timergara (KP) Khalabat (KP) Bannu (KP) Pir Jo Goth (SD) Risalpur (KP) Malakwal (PB) Bhera (PB) Chitral (KP) Narang (PB) | 403                          | Dokri                 | Sind               | Larkana              | 12 420                 | 27 125                 |
| Zhob (BA) Timergara (KP) Khalabat (KP) Bannu (KP) Pir Jo Goth (SD) Risalpur (KP) Malakwal (PB) Bhera (PB) Chitral (KP) Narang (PB) | 404                          | Padidan               | Sind               | Naushahro Feroze     | 17 641                 | 27 092                 |
| Zhob (BA) Timergara (KP) Khalabat (KP) Bannu (KP) Pir Jo Goth (SD) Risalpur (KP) Malakwal (PB) Bhera (PB) Chitral (KP) Narang (PB) | 405                          | Ahmed Pur Lamma       | Pendjab            | Rahim Yar Khan       | 14 728                 | 27 029                 |
| Zhob (BA) Timergara (KP) Khalabat (KP) Bannu (KP) Pir Jo Goth (SD) Risalpur (KP) Malakwal (PB) Bhera (PB) Chitral (KP) Narang (PB) | 406                          | Wadh                  | Baloutchistan      | Khuzdar              | 13 794                 | 26 875                 |
| Zhob (BA) Timergara (KP) Khalabat (KP) Bannu (KP) Pir Jo Goth (SD) Risalpur (KP) Malakwal (PB) Bhera (PB) Chitral (KP) Narang (PB) | 407                          | Bhagtan Wala          | Pendjab            | Sargodha             | -                      | 26 872                 |
| Zhob (BA) Timergara (KP) Khalabat (KP) Bannu (KP) Pir Jo Goth (SD) Risalpur (KP) Malakwal (PB) Bhera (PB) Chitral (KP) Narang (PB) | 408                          | 46-Adda               | Pendjab            | Sargodha             | -                      | 26 819                 |
| Zhob (BA) Timergara (KP) Khalabat (KP) Bannu (KP) Pir Jo Goth (SD) Risalpur (KP) Malakwal (PB) Bhera (PB) Chitral (KP) Narang (PB) | 409                          | Husri                 | Sind               | Hyderabad            | -                      | 26 801                 |
| Zhob (BA) Timergara (KP) Khalabat (KP) Bannu (KP) Pir Jo Goth (SD) Risalpur (KP) Malakwal (PB) Bhera (PB) Chitral (KP) Narang (PB) | 410                          | Khairpur Sadat        | Pendjab            | Muzaffargarh         | -                      | 26 747                 |
| Zhob (BA) Timergara (KP) Khalabat (KP) Bannu (KP) Pir Jo Goth (SD) Risalpur (KP) Malakwal (PB) Bhera (PB) Chitral (KP) Narang (PB) | 411                          | Gogera                | Pendjab            | Okara                | 13 972                 | 26 697                 |
| Zhob (BA) Timergara (KP) Khalabat (KP) Bannu (KP) Pir Jo Goth (SD) Risalpur (KP) Malakwal (PB) Bhera (PB) Chitral (KP) Narang (PB) | 412                          | Behram                | Sind               | Qambar Shahdadkot    | -                      | 26 679                 |
| Zhob (BA) Timergara (KP) Khalabat (KP) Bannu (KP) Pir Jo Goth (SD) Risalpur (KP) Malakwal (PB) Bhera (PB) Chitral (KP) Narang (PB) | 413                          | Kunri                 | Sind               | Umerkot              | 22 598                 | 26 609                 |
| Zhob (BA) Timergara (KP) Khalabat (KP) Bannu (KP) Pir Jo Goth (SD) Risalpur (KP) Malakwal (PB) Bhera (PB) Chitral (KP) Narang (PB) | 414                          | Khichi Wala           | Pendjab            | Bahawalnagar         | -                      | 26 545                 |
| Zhob (BA) Timergara (KP) Khalabat (KP) Bannu (KP) Pir Jo Goth (SD) Risalpur (KP) Malakwal (PB) Bhera (PB) Chitral (KP) Narang (PB) | 415                          | Kotla Mughlan         | Pendjab            | Rajanpur             | -                      | 26 366                 |
| Zhob (BA) Timergara (KP) Khalabat (KP) Bannu (KP) Pir Jo Goth (SD) Risalpur (KP) Malakwal (PB) Bhera (PB) Chitral (KP) Narang (PB) | 416                          | Arija                 | Sind               | Larkana              | -                      | 26 047                 |
| Zhob (BA) Timergara (KP) Khalabat (KP) Bannu (KP) Pir Jo Goth (SD) Risalpur (KP) Malakwal (PB) Bhera (PB) Chitral (KP) Narang (PB) | 417                          | Ahmedpur Mecleod Gunj | Pendjab            | Pakpattan            | -                      | 25 997                 |
| Zhob (BA) Timergara (KP) Khalabat (KP) Bannu (KP) Pir Jo Goth (SD) Risalpur (KP) Malakwal (PB) Bhera (PB) Chitral (KP) Narang (PB) | 418                          | Dharema               | Pendjab            | Sargodha             | -                      | 25 940                 |
| Zhob (BA) Timergara (KP) Khalabat (KP) Bannu (KP) Pir Jo Goth (SD) Risalpur (KP) Malakwal (PB) Bhera (PB) Chitral (KP) Narang (PB) | 419                          | Phularwan             | Pendjab            | Sargodha             | 16 114                 | 25 749                 |
| Zhob (BA) Timergara (KP) Khalabat (KP) Bannu (KP) Pir Jo Goth (SD) Risalpur (KP) Malakwal (PB) Bhera (PB) Chitral (KP) Narang (PB) | 420                          | Chani Goth            | Pendjab            | Bahawalpur           | -                      | 25 722                 |
| Zhob (BA) Timergara (KP) Khalabat (KP) Bannu (KP) Pir Jo Goth (SD) Risalpur (KP) Malakwal (PB) Bhera (PB) Chitral (KP) Narang (PB) | 421                          | Dhudial               | Pendjab            | Chakwal              | -                      | 25 686                 |
| Zhob (BA) Timergara (KP) Khalabat (KP) Bannu (KP) Pir Jo Goth (SD) Risalpur (KP) Malakwal (PB) Bhera (PB) Chitral (KP) Narang (PB) | 422                          | Jiwani                | Baloutchistan      | Gwadar               | 18 268                 | 25 332                 |
| Zhob (BA) Timergara (KP) Khalabat (KP) Bannu (KP) Pir Jo Goth (SD) Risalpur (KP) Malakwal (PB) Bhera (PB) Chitral (KP) Narang (PB) | 423                          | Hyderabad             | Pendjab            | Bhakkar              | -                      | 25 319                 |
| Zhob (BA) Timergara (KP) Khalabat (KP) Bannu (KP) Pir Jo Goth (SD) Risalpur (KP) Malakwal (PB) Bhera (PB) Chitral (KP) Narang (PB) | 424                          | Halani                | Sind               | Naushahro Feroze     | -                      | 25 317                 |
| Zhob (BA) Timergara (KP) Khalabat (KP) Bannu (KP) Pir Jo Goth (SD) Risalpur (KP) Malakwal (PB) Bhera (PB) Chitral (KP) Narang (PB) | 425                          | Chachro               | Sind               | Tharparkar           | -                      | 25 309                 |
| Zhob (BA) Timergara (KP) Khalabat (KP) Bannu (KP) Pir Jo Goth (SD) Risalpur (KP) Malakwal (PB) Bhera (PB) Chitral (KP) Narang (PB) | 426                          | Dullewala             | Pendjab            | Bhakkar              | 12 850                 | 25 276                 |
| Zhob (BA) Timergara (KP) Khalabat (KP) Bannu (KP) Pir Jo Goth (SD) Risalpur (KP) Malakwal (PB) Bhera (PB) Chitral (KP) Narang (PB) | 427                          | Thari Mirwah          | Sind               | Khairpur             | 8 314                  | 25 264                 |
| Zhob (BA) Timergara (KP) Khalabat (KP) Bannu (KP) Pir Jo Goth (SD) Risalpur (KP) Malakwal (PB) Bhera (PB) Chitral (KP) Narang (PB) | 428                          | Murree                | Pendjab            | Rawalpindi           | -                      | 25 186                 |
| Zhob (BA) Timergara (KP) Khalabat (KP) Bannu (KP) Pir Jo Goth (SD) Risalpur (KP) Malakwal (PB) Bhera (PB) Chitral (KP) Narang (PB) | 429                          | Mandi Sādiqganj       | Pendjab            | Bahawalnagar         | -                      | 25 075                 |
| Zhob (BA) Timergara (KP) Khalabat (KP) Bannu (KP) Pir Jo Goth (SD) Risalpur (KP) Malakwal (PB) Bhera (PB) Chitral (KP) Narang (PB) | Recensements de 1998 et 2023 |                       |                    |                      |                        |                        |